# Deep Blue – Kaspàrov, 1997, sisena partida
La sisena partida del matx Deep Blue - Kaspàrov, jugada a Nova York l'11 de maig de 1997 (començà a les 3:00 p.m. EDT), fou la darrera partida d'escacs del matx de revenja de 1997 Deep Blue contra Garri Kaspàrov. (Deep Blue havia estat millorat en relació al matx previ de l'any anterior contra en Kaspàrov, i era anomenada no oficialment "Deeper Blue"). La partida és rellevant perquè la derrota del jugador humà significà que per primer cop en la història un Campió del món d'escacs havia estat derrotat per una màquina en un matx a diverses partides. Això, juntament amb el fet que en Kaspàrov només va fer 19 moviments, en poc més d'una hora de joc, va captar molta atenció mediàtica.
Abans d'aquesta partida, el marcador estava empatat 2½-2½. Kaspàrov havia guanyat la primera partida, perdut la segona (després d'abandonar en una posició de taules), i entaulat les partides 3, 4 i 5 després d'haver tingut posicions avantatjoses en totes tres.

## La partida
|   | a | b | c | d | e | f | g | h |   |
| 8 | a8 negres torre · c8 negres alfil · d8 negres dama · e8 negres rei · f8 negres alfil · g8 negres cavall · h8 negres torre · a7 negres peó · b7 negres peó · d7 negres cavall · e7 negres peó · f7 negres peó · g7 negres peó · h7 negres peó · c6 negres peó · g5 blanques cavall · d4 blanques peó · a2 blanques peó · b2 blanques peó · c2 blanques peó · f2 blanques peó · g2 blanques peó · h2 blanques peó · a1 blanques torre · c1 blanques alfil · d1 blanques dama · e1 blanques rei · f1 blanques alfil · g1 blanques cavall · h1 blanques torre | a8 negres torre · c8 negres alfil · d8 negres dama · e8 negres rei · f8 negres alfil · g8 negres cavall · h8 negres torre · a7 negres peó · b7 negres peó · d7 negres cavall · e7 negres peó · f7 negres peó · g7 negres peó · h7 negres peó · c6 negres peó · g5 blanques cavall · d4 blanques peó · a2 blanques peó · b2 blanques peó · c2 blanques peó · f2 blanques peó · g2 blanques peó · h2 blanques peó · a1 blanques torre · c1 blanques alfil · d1 blanques dama · e1 blanques rei · f1 blanques alfil · g1 blanques cavall · h1 blanques torre | a8 negres torre · c8 negres alfil · d8 negres dama · e8 negres rei · f8 negres alfil · g8 negres cavall · h8 negres torre · a7 negres peó · b7 negres peó · d7 negres cavall · e7 negres peó · f7 negres peó · g7 negres peó · h7 negres peó · c6 negres peó · g5 blanques cavall · d4 blanques peó · a2 blanques peó · b2 blanques peó · c2 blanques peó · f2 blanques peó · g2 blanques peó · h2 blanques peó · a1 blanques torre · c1 blanques alfil · d1 blanques dama · e1 blanques rei · f1 blanques alfil · g1 blanques cavall · h1 blanques torre | a8 negres torre · c8 negres alfil · d8 negres dama · e8 negres rei · f8 negres alfil · g8 negres cavall · h8 negres torre · a7 negres peó · b7 negres peó · d7 negres cavall · e7 negres peó · f7 negres peó · g7 negres peó · h7 negres peó · c6 negres peó · g5 blanques cavall · d4 blanques peó · a2 blanques peó · b2 blanques peó · c2 blanques peó · f2 blanques peó · g2 blanques peó · h2 blanques peó · a1 blanques torre · c1 blanques alfil · d1 blanques dama · e1 blanques rei · f1 blanques alfil · g1 blanques cavall · h1 blanques torre | a8 negres torre · c8 negres alfil · d8 negres dama · e8 negres rei · f8 negres alfil · g8 negres cavall · h8 negres torre · a7 negres peó · b7 negres peó · d7 negres cavall · e7 negres peó · f7 negres peó · g7 negres peó · h7 negres peó · c6 negres peó · g5 blanques cavall · d4 blanques peó · a2 blanques peó · b2 blanques peó · c2 blanques peó · f2 blanques peó · g2 blanques peó · h2 blanques peó · a1 blanques torre · c1 blanques alfil · d1 blanques dama · e1 blanques rei · f1 blanques alfil · g1 blanques cavall · h1 blanques torre | a8 negres torre · c8 negres alfil · d8 negres dama · e8 negres rei · f8 negres alfil · g8 negres cavall · h8 negres torre · a7 negres peó · b7 negres peó · d7 negres cavall · e7 negres peó · f7 negres peó · g7 negres peó · h7 negres peó · c6 negres peó · g5 blanques cavall · d4 blanques peó · a2 blanques peó · b2 blanques peó · c2 blanques peó · f2 blanques peó · g2 blanques peó · h2 blanques peó · a1 blanques torre · c1 blanques alfil · d1 blanques dama · e1 blanques rei · f1 blanques alfil · g1 blanques cavall · h1 blanques torre | a8 negres torre · c8 negres alfil · d8 negres dama · e8 negres rei · f8 negres alfil · g8 negres cavall · h8 negres torre · a7 negres peó · b7 negres peó · d7 negres cavall · e7 negres peó · f7 negres peó · g7 negres peó · h7 negres peó · c6 negres peó · g5 blanques cavall · d4 blanques peó · a2 blanques peó · b2 blanques peó · c2 blanques peó · f2 blanques peó · g2 blanques peó · h2 blanques peó · a1 blanques torre · c1 blanques alfil · d1 blanques dama · e1 blanques rei · f1 blanques alfil · g1 blanques cavall · h1 blanques torre | a8 negres torre · c8 negres alfil · d8 negres dama · e8 negres rei · f8 negres alfil · g8 negres cavall · h8 negres torre · a7 negres peó · b7 negres peó · d7 negres cavall · e7 negres peó · f7 negres peó · g7 negres peó · h7 negres peó · c6 negres peó · g5 blanques cavall · d4 blanques peó · a2 blanques peó · b2 blanques peó · c2 blanques peó · f2 blanques peó · g2 blanques peó · h2 blanques peó · a1 blanques torre · c1 blanques alfil · d1 blanques dama · e1 blanques rei · f1 blanques alfil · g1 blanques cavall · h1 blanques torre | 8 |
| 7 | a8 negres torre · c8 negres alfil · d8 negres dama · e8 negres rei · f8 negres alfil · g8 negres cavall · h8 negres torre · a7 negres peó · b7 negres peó · d7 negres cavall · e7 negres peó · f7 negres peó · g7 negres peó · h7 negres peó · c6 negres peó · g5 blanques cavall · d4 blanques peó · a2 blanques peó · b2 blanques peó · c2 blanques peó · f2 blanques peó · g2 blanques peó · h2 blanques peó · a1 blanques torre · c1 blanques alfil · d1 blanques dama · e1 blanques rei · f1 blanques alfil · g1 blanques cavall · h1 blanques torre | a8 negres torre · c8 negres alfil · d8 negres dama · e8 negres rei · f8 negres alfil · g8 negres cavall · h8 negres torre · a7 negres peó · b7 negres peó · d7 negres cavall · e7 negres peó · f7 negres peó · g7 negres peó · h7 negres peó · c6 negres peó · g5 blanques cavall · d4 blanques peó · a2 blanques peó · b2 blanques peó · c2 blanques peó · f2 blanques peó · g2 blanques peó · h2 blanques peó · a1 blanques torre · c1 blanques alfil · d1 blanques dama · e1 blanques rei · f1 blanques alfil · g1 blanques cavall · h1 blanques torre | a8 negres torre · c8 negres alfil · d8 negres dama · e8 negres rei · f8 negres alfil · g8 negres cavall · h8 negres torre · a7 negres peó · b7 negres peó · d7 negres cavall · e7 negres peó · f7 negres peó · g7 negres peó · h7 negres peó · c6 negres peó · g5 blanques cavall · d4 blanques peó · a2 blanques peó · b2 blanques peó · c2 blanques peó · f2 blanques peó · g2 blanques peó · h2 blanques peó · a1 blanques torre · c1 blanques alfil · d1 blanques dama · e1 blanques rei · f1 blanques alfil · g1 blanques cavall · h1 blanques torre | a8 negres torre · c8 negres alfil · d8 negres dama · e8 negres rei · f8 negres alfil · g8 negres cavall · h8 negres torre · a7 negres peó · b7 negres peó · d7 negres cavall · e7 negres peó · f7 negres peó · g7 negres peó · h7 negres peó · c6 negres peó · g5 blanques cavall · d4 blanques peó · a2 blanques peó · b2 blanques peó · c2 blanques peó · f2 blanques peó · g2 blanques peó · h2 blanques peó · a1 blanques torre · c1 blanques alfil · d1 blanques dama · e1 blanques rei · f1 blanques alfil · g1 blanques cavall · h1 blanques torre | a8 negres torre · c8 negres alfil · d8 negres dama · e8 negres rei · f8 negres alfil · g8 negres cavall · h8 negres torre · a7 negres peó · b7 negres peó · d7 negres cavall · e7 negres peó · f7 negres peó · g7 negres peó · h7 negres peó · c6 negres peó · g5 blanques cavall · d4 blanques peó · a2 blanques peó · b2 blanques peó · c2 blanques peó · f2 blanques peó · g2 blanques peó · h2 blanques peó · a1 blanques torre · c1 blanques alfil · d1 blanques dama · e1 blanques rei · f1 blanques alfil · g1 blanques cavall · h1 blanques torre | a8 negres torre · c8 negres alfil · d8 negres dama · e8 negres rei · f8 negres alfil · g8 negres cavall · h8 negres torre · a7 negres peó · b7 negres peó · d7 negres cavall · e7 negres peó · f7 negres peó · g7 negres peó · h7 negres peó · c6 negres peó · g5 blanques cavall · d4 blanques peó · a2 blanques peó · b2 blanques peó · c2 blanques peó · f2 blanques peó · g2 blanques peó · h2 blanques peó · a1 blanques torre · c1 blanques alfil · d1 blanques dama · e1 blanques rei · f1 blanques alfil · g1 blanques cavall · h1 blanques torre | a8 negres torre · c8 negres alfil · d8 negres dama · e8 negres rei · f8 negres alfil · g8 negres cavall · h8 negres torre · a7 negres peó · b7 negres peó · d7 negres cavall · e7 negres peó · f7 negres peó · g7 negres peó · h7 negres peó · c6 negres peó · g5 blanques cavall · d4 blanques peó · a2 blanques peó · b2 blanques peó · c2 blanques peó · f2 blanques peó · g2 blanques peó · h2 blanques peó · a1 blanques torre · c1 blanques alfil · d1 blanques dama · e1 blanques rei · f1 blanques alfil · g1 blanques cavall · h1 blanques torre | a8 negres torre · c8 negres alfil · d8 negres dama · e8 negres rei · f8 negres alfil · g8 negres cavall · h8 negres torre · a7 negres peó · b7 negres peó · d7 negres cavall · e7 negres peó · f7 negres peó · g7 negres peó · h7 negres peó · c6 negres peó · g5 blanques cavall · d4 blanques peó · a2 blanques peó · b2 blanques peó · c2 blanques peó · f2 blanques peó · g2 blanques peó · h2 blanques peó · a1 blanques torre · c1 blanques alfil · d1 blanques dama · e1 blanques rei · f1 blanques alfil · g1 blanques cavall · h1 blanques torre | 7 |
| 6 | a8 negres torre · c8 negres alfil · d8 negres dama · e8 negres rei · f8 negres alfil · g8 negres cavall · h8 negres torre · a7 negres peó · b7 negres peó · d7 negres cavall · e7 negres peó · f7 negres peó · g7 negres peó · h7 negres peó · c6 negres peó · g5 blanques cavall · d4 blanques peó · a2 blanques peó · b2 blanques peó · c2 blanques peó · f2 blanques peó · g2 blanques peó · h2 blanques peó · a1 blanques torre · c1 blanques alfil · d1 blanques dama · e1 blanques rei · f1 blanques alfil · g1 blanques cavall · h1 blanques torre | a8 negres torre · c8 negres alfil · d8 negres dama · e8 negres rei · f8 negres alfil · g8 negres cavall · h8 negres torre · a7 negres peó · b7 negres peó · d7 negres cavall · e7 negres peó · f7 negres peó · g7 negres peó · h7 negres peó · c6 negres peó · g5 blanques cavall · d4 blanques peó · a2 blanques peó · b2 blanques peó · c2 blanques peó · f2 blanques peó · g2 blanques peó · h2 blanques peó · a1 blanques torre · c1 blanques alfil · d1 blanques dama · e1 blanques rei · f1 blanques alfil · g1 blanques cavall · h1 blanques torre | a8 negres torre · c8 negres alfil · d8 negres dama · e8 negres rei · f8 negres alfil · g8 negres cavall · h8 negres torre · a7 negres peó · b7 negres peó · d7 negres cavall · e7 negres peó · f7 negres peó · g7 negres peó · h7 negres peó · c6 negres peó · g5 blanques cavall · d4 blanques peó · a2 blanques peó · b2 blanques peó · c2 blanques peó · f2 blanques peó · g2 blanques peó · h2 blanques peó · a1 blanques torre · c1 blanques alfil · d1 blanques dama · e1 blanques rei · f1 blanques alfil · g1 blanques cavall · h1 blanques torre | a8 negres torre · c8 negres alfil · d8 negres dama · e8 negres rei · f8 negres alfil · g8 negres cavall · h8 negres torre · a7 negres peó · b7 negres peó · d7 negres cavall · e7 negres peó · f7 negres peó · g7 negres peó · h7 negres peó · c6 negres peó · g5 blanques cavall · d4 blanques peó · a2 blanques peó · b2 blanques peó · c2 blanques peó · f2 blanques peó · g2 blanques peó · h2 blanques peó · a1 blanques torre · c1 blanques alfil · d1 blanques dama · e1 blanques rei · f1 blanques alfil · g1 blanques cavall · h1 blanques torre | a8 negres torre · c8 negres alfil · d8 negres dama · e8 negres rei · f8 negres alfil · g8 negres cavall · h8 negres torre · a7 negres peó · b7 negres peó · d7 negres cavall · e7 negres peó · f7 negres peó · g7 negres peó · h7 negres peó · c6 negres peó · g5 blanques cavall · d4 blanques peó · a2 blanques peó · b2 blanques peó · c2 blanques peó · f2 blanques peó · g2 blanques peó · h2 blanques peó · a1 blanques torre · c1 blanques alfil · d1 blanques dama · e1 blanques rei · f1 blanques alfil · g1 blanques cavall · h1 blanques torre | a8 negres torre · c8 negres alfil · d8 negres dama · e8 negres rei · f8 negres alfil · g8 negres cavall · h8 negres torre · a7 negres peó · b7 negres peó · d7 negres cavall · e7 negres peó · f7 negres peó · g7 negres peó · h7 negres peó · c6 negres peó · g5 blanques cavall · d4 blanques peó · a2 blanques peó · b2 blanques peó · c2 blanques peó · f2 blanques peó · g2 blanques peó · h2 blanques peó · a1 blanques torre · c1 blanques alfil · d1 blanques dama · e1 blanques rei · f1 blanques alfil · g1 blanques cavall · h1 blanques torre | a8 negres torre · c8 negres alfil · d8 negres dama · e8 negres rei · f8 negres alfil · g8 negres cavall · h8 negres torre · a7 negres peó · b7 negres peó · d7 negres cavall · e7 negres peó · f7 negres peó · g7 negres peó · h7 negres peó · c6 negres peó · g5 blanques cavall · d4 blanques peó · a2 blanques peó · b2 blanques peó · c2 blanques peó · f2 blanques peó · g2 blanques peó · h2 blanques peó · a1 blanques torre · c1 blanques alfil · d1 blanques dama · e1 blanques rei · f1 blanques alfil · g1 blanques cavall · h1 blanques torre | a8 negres torre · c8 negres alfil · d8 negres dama · e8 negres rei · f8 negres alfil · g8 negres cavall · h8 negres torre · a7 negres peó · b7 negres peó · d7 negres cavall · e7 negres peó · f7 negres peó · g7 negres peó · h7 negres peó · c6 negres peó · g5 blanques cavall · d4 blanques peó · a2 blanques peó · b2 blanques peó · c2 blanques peó · f2 blanques peó · g2 blanques peó · h2 blanques peó · a1 blanques torre · c1 blanques alfil · d1 blanques dama · e1 blanques rei · f1 blanques alfil · g1 blanques cavall · h1 blanques torre | 6 |
| 5 | a8 negres torre · c8 negres alfil · d8 negres dama · e8 negres rei · f8 negres alfil · g8 negres cavall · h8 negres torre · a7 negres peó · b7 negres peó · d7 negres cavall · e7 negres peó · f7 negres peó · g7 negres peó · h7 negres peó · c6 negres peó · g5 blanques cavall · d4 blanques peó · a2 blanques peó · b2 blanques peó · c2 blanques peó · f2 blanques peó · g2 blanques peó · h2 blanques peó · a1 blanques torre · c1 blanques alfil · d1 blanques dama · e1 blanques rei · f1 blanques alfil · g1 blanques cavall · h1 blanques torre | a8 negres torre · c8 negres alfil · d8 negres dama · e8 negres rei · f8 negres alfil · g8 negres cavall · h8 negres torre · a7 negres peó · b7 negres peó · d7 negres cavall · e7 negres peó · f7 negres peó · g7 negres peó · h7 negres peó · c6 negres peó · g5 blanques cavall · d4 blanques peó · a2 blanques peó · b2 blanques peó · c2 blanques peó · f2 blanques peó · g2 blanques peó · h2 blanques peó · a1 blanques torre · c1 blanques alfil · d1 blanques dama · e1 blanques rei · f1 blanques alfil · g1 blanques cavall · h1 blanques torre | a8 negres torre · c8 negres alfil · d8 negres dama · e8 negres rei · f8 negres alfil · g8 negres cavall · h8 negres torre · a7 negres peó · b7 negres peó · d7 negres cavall · e7 negres peó · f7 negres peó · g7 negres peó · h7 negres peó · c6 negres peó · g5 blanques cavall · d4 blanques peó · a2 blanques peó · b2 blanques peó · c2 blanques peó · f2 blanques peó · g2 blanques peó · h2 blanques peó · a1 blanques torre · c1 blanques alfil · d1 blanques dama · e1 blanques rei · f1 blanques alfil · g1 blanques cavall · h1 blanques torre | a8 negres torre · c8 negres alfil · d8 negres dama · e8 negres rei · f8 negres alfil · g8 negres cavall · h8 negres torre · a7 negres peó · b7 negres peó · d7 negres cavall · e7 negres peó · f7 negres peó · g7 negres peó · h7 negres peó · c6 negres peó · g5 blanques cavall · d4 blanques peó · a2 blanques peó · b2 blanques peó · c2 blanques peó · f2 blanques peó · g2 blanques peó · h2 blanques peó · a1 blanques torre · c1 blanques alfil · d1 blanques dama · e1 blanques rei · f1 blanques alfil · g1 blanques cavall · h1 blanques torre | a8 negres torre · c8 negres alfil · d8 negres dama · e8 negres rei · f8 negres alfil · g8 negres cavall · h8 negres torre · a7 negres peó · b7 negres peó · d7 negres cavall · e7 negres peó · f7 negres peó · g7 negres peó · h7 negres peó · c6 negres peó · g5 blanques cavall · d4 blanques peó · a2 blanques peó · b2 blanques peó · c2 blanques peó · f2 blanques peó · g2 blanques peó · h2 blanques peó · a1 blanques torre · c1 blanques alfil · d1 blanques dama · e1 blanques rei · f1 blanques alfil · g1 blanques cavall · h1 blanques torre | a8 negres torre · c8 negres alfil · d8 negres dama · e8 negres rei · f8 negres alfil · g8 negres cavall · h8 negres torre · a7 negres peó · b7 negres peó · d7 negres cavall · e7 negres peó · f7 negres peó · g7 negres peó · h7 negres peó · c6 negres peó · g5 blanques cavall · d4 blanques peó · a2 blanques peó · b2 blanques peó · c2 blanques peó · f2 blanques peó · g2 blanques peó · h2 blanques peó · a1 blanques torre · c1 blanques alfil · d1 blanques dama · e1 blanques rei · f1 blanques alfil · g1 blanques cavall · h1 blanques torre | a8 negres torre · c8 negres alfil · d8 negres dama · e8 negres rei · f8 negres alfil · g8 negres cavall · h8 negres torre · a7 negres peó · b7 negres peó · d7 negres cavall · e7 negres peó · f7 negres peó · g7 negres peó · h7 negres peó · c6 negres peó · g5 blanques cavall · d4 blanques peó · a2 blanques peó · b2 blanques peó · c2 blanques peó · f2 blanques peó · g2 blanques peó · h2 blanques peó · a1 blanques torre · c1 blanques alfil · d1 blanques dama · e1 blanques rei · f1 blanques alfil · g1 blanques cavall · h1 blanques torre | a8 negres torre · c8 negres alfil · d8 negres dama · e8 negres rei · f8 negres alfil · g8 negres cavall · h8 negres torre · a7 negres peó · b7 negres peó · d7 negres cavall · e7 negres peó · f7 negres peó · g7 negres peó · h7 negres peó · c6 negres peó · g5 blanques cavall · d4 blanques peó · a2 blanques peó · b2 blanques peó · c2 blanques peó · f2 blanques peó · g2 blanques peó · h2 blanques peó · a1 blanques torre · c1 blanques alfil · d1 blanques dama · e1 blanques rei · f1 blanques alfil · g1 blanques cavall · h1 blanques torre | 5 |
| 4 | a8 negres torre · c8 negres alfil · d8 negres dama · e8 negres rei · f8 negres alfil · g8 negres cavall · h8 negres torre · a7 negres peó · b7 negres peó · d7 negres cavall · e7 negres peó · f7 negres peó · g7 negres peó · h7 negres peó · c6 negres peó · g5 blanques cavall · d4 blanques peó · a2 blanques peó · b2 blanques peó · c2 blanques peó · f2 blanques peó · g2 blanques peó · h2 blanques peó · a1 blanques torre · c1 blanques alfil · d1 blanques dama · e1 blanques rei · f1 blanques alfil · g1 blanques cavall · h1 blanques torre | a8 negres torre · c8 negres alfil · d8 negres dama · e8 negres rei · f8 negres alfil · g8 negres cavall · h8 negres torre · a7 negres peó · b7 negres peó · d7 negres cavall · e7 negres peó · f7 negres peó · g7 negres peó · h7 negres peó · c6 negres peó · g5 blanques cavall · d4 blanques peó · a2 blanques peó · b2 blanques peó · c2 blanques peó · f2 blanques peó · g2 blanques peó · h2 blanques peó · a1 blanques torre · c1 blanques alfil · d1 blanques dama · e1 blanques rei · f1 blanques alfil · g1 blanques cavall · h1 blanques torre | a8 negres torre · c8 negres alfil · d8 negres dama · e8 negres rei · f8 negres alfil · g8 negres cavall · h8 negres torre · a7 negres peó · b7 negres peó · d7 negres cavall · e7 negres peó · f7 negres peó · g7 negres peó · h7 negres peó · c6 negres peó · g5 blanques cavall · d4 blanques peó · a2 blanques peó · b2 blanques peó · c2 blanques peó · f2 blanques peó · g2 blanques peó · h2 blanques peó · a1 blanques torre · c1 blanques alfil · d1 blanques dama · e1 blanques rei · f1 blanques alfil · g1 blanques cavall · h1 blanques torre | a8 negres torre · c8 negres alfil · d8 negres dama · e8 negres rei · f8 negres alfil · g8 negres cavall · h8 negres torre · a7 negres peó · b7 negres peó · d7 negres cavall · e7 negres peó · f7 negres peó · g7 negres peó · h7 negres peó · c6 negres peó · g5 blanques cavall · d4 blanques peó · a2 blanques peó · b2 blanques peó · c2 blanques peó · f2 blanques peó · g2 blanques peó · h2 blanques peó · a1 blanques torre · c1 blanques alfil · d1 blanques dama · e1 blanques rei · f1 blanques alfil · g1 blanques cavall · h1 blanques torre | a8 negres torre · c8 negres alfil · d8 negres dama · e8 negres rei · f8 negres alfil · g8 negres cavall · h8 negres torre · a7 negres peó · b7 negres peó · d7 negres cavall · e7 negres peó · f7 negres peó · g7 negres peó · h7 negres peó · c6 negres peó · g5 blanques cavall · d4 blanques peó · a2 blanques peó · b2 blanques peó · c2 blanques peó · f2 blanques peó · g2 blanques peó · h2 blanques peó · a1 blanques torre · c1 blanques alfil · d1 blanques dama · e1 blanques rei · f1 blanques alfil · g1 blanques cavall · h1 blanques torre | a8 negres torre · c8 negres alfil · d8 negres dama · e8 negres rei · f8 negres alfil · g8 negres cavall · h8 negres torre · a7 negres peó · b7 negres peó · d7 negres cavall · e7 negres peó · f7 negres peó · g7 negres peó · h7 negres peó · c6 negres peó · g5 blanques cavall · d4 blanques peó · a2 blanques peó · b2 blanques peó · c2 blanques peó · f2 blanques peó · g2 blanques peó · h2 blanques peó · a1 blanques torre · c1 blanques alfil · d1 blanques dama · e1 blanques rei · f1 blanques alfil · g1 blanques cavall · h1 blanques torre | a8 negres torre · c8 negres alfil · d8 negres dama · e8 negres rei · f8 negres alfil · g8 negres cavall · h8 negres torre · a7 negres peó · b7 negres peó · d7 negres cavall · e7 negres peó · f7 negres peó · g7 negres peó · h7 negres peó · c6 negres peó · g5 blanques cavall · d4 blanques peó · a2 blanques peó · b2 blanques peó · c2 blanques peó · f2 blanques peó · g2 blanques peó · h2 blanques peó · a1 blanques torre · c1 blanques alfil · d1 blanques dama · e1 blanques rei · f1 blanques alfil · g1 blanques cavall · h1 blanques torre | a8 negres torre · c8 negres alfil · d8 negres dama · e8 negres rei · f8 negres alfil · g8 negres cavall · h8 negres torre · a7 negres peó · b7 negres peó · d7 negres cavall · e7 negres peó · f7 negres peó · g7 negres peó · h7 negres peó · c6 negres peó · g5 blanques cavall · d4 blanques peó · a2 blanques peó · b2 blanques peó · c2 blanques peó · f2 blanques peó · g2 blanques peó · h2 blanques peó · a1 blanques torre · c1 blanques alfil · d1 blanques dama · e1 blanques rei · f1 blanques alfil · g1 blanques cavall · h1 blanques torre | 4 |
| 3 | a8 negres torre · c8 negres alfil · d8 negres dama · e8 negres rei · f8 negres alfil · g8 negres cavall · h8 negres torre · a7 negres peó · b7 negres peó · d7 negres cavall · e7 negres peó · f7 negres peó · g7 negres peó · h7 negres peó · c6 negres peó · g5 blanques cavall · d4 blanques peó · a2 blanques peó · b2 blanques peó · c2 blanques peó · f2 blanques peó · g2 blanques peó · h2 blanques peó · a1 blanques torre · c1 blanques alfil · d1 blanques dama · e1 blanques rei · f1 blanques alfil · g1 blanques cavall · h1 blanques torre | a8 negres torre · c8 negres alfil · d8 negres dama · e8 negres rei · f8 negres alfil · g8 negres cavall · h8 negres torre · a7 negres peó · b7 negres peó · d7 negres cavall · e7 negres peó · f7 negres peó · g7 negres peó · h7 negres peó · c6 negres peó · g5 blanques cavall · d4 blanques peó · a2 blanques peó · b2 blanques peó · c2 blanques peó · f2 blanques peó · g2 blanques peó · h2 blanques peó · a1 blanques torre · c1 blanques alfil · d1 blanques dama · e1 blanques rei · f1 blanques alfil · g1 blanques cavall · h1 blanques torre | a8 negres torre · c8 negres alfil · d8 negres dama · e8 negres rei · f8 negres alfil · g8 negres cavall · h8 negres torre · a7 negres peó · b7 negres peó · d7 negres cavall · e7 negres peó · f7 negres peó · g7 negres peó · h7 negres peó · c6 negres peó · g5 blanques cavall · d4 blanques peó · a2 blanques peó · b2 blanques peó · c2 blanques peó · f2 blanques peó · g2 blanques peó · h2 blanques peó · a1 blanques torre · c1 blanques alfil · d1 blanques dama · e1 blanques rei · f1 blanques alfil · g1 blanques cavall · h1 blanques torre | a8 negres torre · c8 negres alfil · d8 negres dama · e8 negres rei · f8 negres alfil · g8 negres cavall · h8 negres torre · a7 negres peó · b7 negres peó · d7 negres cavall · e7 negres peó · f7 negres peó · g7 negres peó · h7 negres peó · c6 negres peó · g5 blanques cavall · d4 blanques peó · a2 blanques peó · b2 blanques peó · c2 blanques peó · f2 blanques peó · g2 blanques peó · h2 blanques peó · a1 blanques torre · c1 blanques alfil · d1 blanques dama · e1 blanques rei · f1 blanques alfil · g1 blanques cavall · h1 blanques torre | a8 negres torre · c8 negres alfil · d8 negres dama · e8 negres rei · f8 negres alfil · g8 negres cavall · h8 negres torre · a7 negres peó · b7 negres peó · d7 negres cavall · e7 negres peó · f7 negres peó · g7 negres peó · h7 negres peó · c6 negres peó · g5 blanques cavall · d4 blanques peó · a2 blanques peó · b2 blanques peó · c2 blanques peó · f2 blanques peó · g2 blanques peó · h2 blanques peó · a1 blanques torre · c1 blanques alfil · d1 blanques dama · e1 blanques rei · f1 blanques alfil · g1 blanques cavall · h1 blanques torre | a8 negres torre · c8 negres alfil · d8 negres dama · e8 negres rei · f8 negres alfil · g8 negres cavall · h8 negres torre · a7 negres peó · b7 negres peó · d7 negres cavall · e7 negres peó · f7 negres peó · g7 negres peó · h7 negres peó · c6 negres peó · g5 blanques cavall · d4 blanques peó · a2 blanques peó · b2 blanques peó · c2 blanques peó · f2 blanques peó · g2 blanques peó · h2 blanques peó · a1 blanques torre · c1 blanques alfil · d1 blanques dama · e1 blanques rei · f1 blanques alfil · g1 blanques cavall · h1 blanques torre | a8 negres torre · c8 negres alfil · d8 negres dama · e8 negres rei · f8 negres alfil · g8 negres cavall · h8 negres torre · a7 negres peó · b7 negres peó · d7 negres cavall · e7 negres peó · f7 negres peó · g7 negres peó · h7 negres peó · c6 negres peó · g5 blanques cavall · d4 blanques peó · a2 blanques peó · b2 blanques peó · c2 blanques peó · f2 blanques peó · g2 blanques peó · h2 blanques peó · a1 blanques torre · c1 blanques alfil · d1 blanques dama · e1 blanques rei · f1 blanques alfil · g1 blanques cavall · h1 blanques torre | a8 negres torre · c8 negres alfil · d8 negres dama · e8 negres rei · f8 negres alfil · g8 negres cavall · h8 negres torre · a7 negres peó · b7 negres peó · d7 negres cavall · e7 negres peó · f7 negres peó · g7 negres peó · h7 negres peó · c6 negres peó · g5 blanques cavall · d4 blanques peó · a2 blanques peó · b2 blanques peó · c2 blanques peó · f2 blanques peó · g2 blanques peó · h2 blanques peó · a1 blanques torre · c1 blanques alfil · d1 blanques dama · e1 blanques rei · f1 blanques alfil · g1 blanques cavall · h1 blanques torre | 3 |
| 2 | a8 negres torre · c8 negres alfil · d8 negres dama · e8 negres rei · f8 negres alfil · g8 negres cavall · h8 negres torre · a7 negres peó · b7 negres peó · d7 negres cavall · e7 negres peó · f7 negres peó · g7 negres peó · h7 negres peó · c6 negres peó · g5 blanques cavall · d4 blanques peó · a2 blanques peó · b2 blanques peó · c2 blanques peó · f2 blanques peó · g2 blanques peó · h2 blanques peó · a1 blanques torre · c1 blanques alfil · d1 blanques dama · e1 blanques rei · f1 blanques alfil · g1 blanques cavall · h1 blanques torre | a8 negres torre · c8 negres alfil · d8 negres dama · e8 negres rei · f8 negres alfil · g8 negres cavall · h8 negres torre · a7 negres peó · b7 negres peó · d7 negres cavall · e7 negres peó · f7 negres peó · g7 negres peó · h7 negres peó · c6 negres peó · g5 blanques cavall · d4 blanques peó · a2 blanques peó · b2 blanques peó · c2 blanques peó · f2 blanques peó · g2 blanques peó · h2 blanques peó · a1 blanques torre · c1 blanques alfil · d1 blanques dama · e1 blanques rei · f1 blanques alfil · g1 blanques cavall · h1 blanques torre | a8 negres torre · c8 negres alfil · d8 negres dama · e8 negres rei · f8 negres alfil · g8 negres cavall · h8 negres torre · a7 negres peó · b7 negres peó · d7 negres cavall · e7 negres peó · f7 negres peó · g7 negres peó · h7 negres peó · c6 negres peó · g5 blanques cavall · d4 blanques peó · a2 blanques peó · b2 blanques peó · c2 blanques peó · f2 blanques peó · g2 blanques peó · h2 blanques peó · a1 blanques torre · c1 blanques alfil · d1 blanques dama · e1 blanques rei · f1 blanques alfil · g1 blanques cavall · h1 blanques torre | a8 negres torre · c8 negres alfil · d8 negres dama · e8 negres rei · f8 negres alfil · g8 negres cavall · h8 negres torre · a7 negres peó · b7 negres peó · d7 negres cavall · e7 negres peó · f7 negres peó · g7 negres peó · h7 negres peó · c6 negres peó · g5 blanques cavall · d4 blanques peó · a2 blanques peó · b2 blanques peó · c2 blanques peó · f2 blanques peó · g2 blanques peó · h2 blanques peó · a1 blanques torre · c1 blanques alfil · d1 blanques dama · e1 blanques rei · f1 blanques alfil · g1 blanques cavall · h1 blanques torre | a8 negres torre · c8 negres alfil · d8 negres dama · e8 negres rei · f8 negres alfil · g8 negres cavall · h8 negres torre · a7 negres peó · b7 negres peó · d7 negres cavall · e7 negres peó · f7 negres peó · g7 negres peó · h7 negres peó · c6 negres peó · g5 blanques cavall · d4 blanques peó · a2 blanques peó · b2 blanques peó · c2 blanques peó · f2 blanques peó · g2 blanques peó · h2 blanques peó · a1 blanques torre · c1 blanques alfil · d1 blanques dama · e1 blanques rei · f1 blanques alfil · g1 blanques cavall · h1 blanques torre | a8 negres torre · c8 negres alfil · d8 negres dama · e8 negres rei · f8 negres alfil · g8 negres cavall · h8 negres torre · a7 negres peó · b7 negres peó · d7 negres cavall · e7 negres peó · f7 negres peó · g7 negres peó · h7 negres peó · c6 negres peó · g5 blanques cavall · d4 blanques peó · a2 blanques peó · b2 blanques peó · c2 blanques peó · f2 blanques peó · g2 blanques peó · h2 blanques peó · a1 blanques torre · c1 blanques alfil · d1 blanques dama · e1 blanques rei · f1 blanques alfil · g1 blanques cavall · h1 blanques torre | a8 negres torre · c8 negres alfil · d8 negres dama · e8 negres rei · f8 negres alfil · g8 negres cavall · h8 negres torre · a7 negres peó · b7 negres peó · d7 negres cavall · e7 negres peó · f7 negres peó · g7 negres peó · h7 negres peó · c6 negres peó · g5 blanques cavall · d4 blanques peó · a2 blanques peó · b2 blanques peó · c2 blanques peó · f2 blanques peó · g2 blanques peó · h2 blanques peó · a1 blanques torre · c1 blanques alfil · d1 blanques dama · e1 blanques rei · f1 blanques alfil · g1 blanques cavall · h1 blanques torre | a8 negres torre · c8 negres alfil · d8 negres dama · e8 negres rei · f8 negres alfil · g8 negres cavall · h8 negres torre · a7 negres peó · b7 negres peó · d7 negres cavall · e7 negres peó · f7 negres peó · g7 negres peó · h7 negres peó · c6 negres peó · g5 blanques cavall · d4 blanques peó · a2 blanques peó · b2 blanques peó · c2 blanques peó · f2 blanques peó · g2 blanques peó · h2 blanques peó · a1 blanques torre · c1 blanques alfil · d1 blanques dama · e1 blanques rei · f1 blanques alfil · g1 blanques cavall · h1 blanques torre | 2 |
| 1 | a8 negres torre · c8 negres alfil · d8 negres dama · e8 negres rei · f8 negres alfil · g8 negres cavall · h8 negres torre · a7 negres peó · b7 negres peó · d7 negres cavall · e7 negres peó · f7 negres peó · g7 negres peó · h7 negres peó · c6 negres peó · g5 blanques cavall · d4 blanques peó · a2 blanques peó · b2 blanques peó · c2 blanques peó · f2 blanques peó · g2 blanques peó · h2 blanques peó · a1 blanques torre · c1 blanques alfil · d1 blanques dama · e1 blanques rei · f1 blanques alfil · g1 blanques cavall · h1 blanques torre | a8 negres torre · c8 negres alfil · d8 negres dama · e8 negres rei · f8 negres alfil · g8 negres cavall · h8 negres torre · a7 negres peó · b7 negres peó · d7 negres cavall · e7 negres peó · f7 negres peó · g7 negres peó · h7 negres peó · c6 negres peó · g5 blanques cavall · d4 blanques peó · a2 blanques peó · b2 blanques peó · c2 blanques peó · f2 blanques peó · g2 blanques peó · h2 blanques peó · a1 blanques torre · c1 blanques alfil · d1 blanques dama · e1 blanques rei · f1 blanques alfil · g1 blanques cavall · h1 blanques torre | a8 negres torre · c8 negres alfil · d8 negres dama · e8 negres rei · f8 negres alfil · g8 negres cavall · h8 negres torre · a7 negres peó · b7 negres peó · d7 negres cavall · e7 negres peó · f7 negres peó · g7 negres peó · h7 negres peó · c6 negres peó · g5 blanques cavall · d4 blanques peó · a2 blanques peó · b2 blanques peó · c2 blanques peó · f2 blanques peó · g2 blanques peó · h2 blanques peó · a1 blanques torre · c1 blanques alfil · d1 blanques dama · e1 blanques rei · f1 blanques alfil · g1 blanques cavall · h1 blanques torre | a8 negres torre · c8 negres alfil · d8 negres dama · e8 negres rei · f8 negres alfil · g8 negres cavall · h8 negres torre · a7 negres peó · b7 negres peó · d7 negres cavall · e7 negres peó · f7 negres peó · g7 negres peó · h7 negres peó · c6 negres peó · g5 blanques cavall · d4 blanques peó · a2 blanques peó · b2 blanques peó · c2 blanques peó · f2 blanques peó · g2 blanques peó · h2 blanques peó · a1 blanques torre · c1 blanques alfil · d1 blanques dama · e1 blanques rei · f1 blanques alfil · g1 blanques cavall · h1 blanques torre | a8 negres torre · c8 negres alfil · d8 negres dama · e8 negres rei · f8 negres alfil · g8 negres cavall · h8 negres torre · a7 negres peó · b7 negres peó · d7 negres cavall · e7 negres peó · f7 negres peó · g7 negres peó · h7 negres peó · c6 negres peó · g5 blanques cavall · d4 blanques peó · a2 blanques peó · b2 blanques peó · c2 blanques peó · f2 blanques peó · g2 blanques peó · h2 blanques peó · a1 blanques torre · c1 blanques alfil · d1 blanques dama · e1 blanques rei · f1 blanques alfil · g1 blanques cavall · h1 blanques torre | a8 negres torre · c8 negres alfil · d8 negres dama · e8 negres rei · f8 negres alfil · g8 negres cavall · h8 negres torre · a7 negres peó · b7 negres peó · d7 negres cavall · e7 negres peó · f7 negres peó · g7 negres peó · h7 negres peó · c6 negres peó · g5 blanques cavall · d4 blanques peó · a2 blanques peó · b2 blanques peó · c2 blanques peó · f2 blanques peó · g2 blanques peó · h2 blanques peó · a1 blanques torre · c1 blanques alfil · d1 blanques dama · e1 blanques rei · f1 blanques alfil · g1 blanques cavall · h1 blanques torre | a8 negres torre · c8 negres alfil · d8 negres dama · e8 negres rei · f8 negres alfil · g8 negres cavall · h8 negres torre · a7 negres peó · b7 negres peó · d7 negres cavall · e7 negres peó · f7 negres peó · g7 negres peó · h7 negres peó · c6 negres peó · g5 blanques cavall · d4 blanques peó · a2 blanques peó · b2 blanques peó · c2 blanques peó · f2 blanques peó · g2 blanques peó · h2 blanques peó · a1 blanques torre · c1 blanques alfil · d1 blanques dama · e1 blanques rei · f1 blanques alfil · g1 blanques cavall · h1 blanques torre | a8 negres torre · c8 negres alfil · d8 negres dama · e8 negres rei · f8 negres alfil · g8 negres cavall · h8 negres torre · a7 negres peó · b7 negres peó · d7 negres cavall · e7 negres peó · f7 negres peó · g7 negres peó · h7 negres peó · c6 negres peó · g5 blanques cavall · d4 blanques peó · a2 blanques peó · b2 blanques peó · c2 blanques peó · f2 blanques peó · g2 blanques peó · h2 blanques peó · a1 blanques torre · c1 blanques alfil · d1 blanques dama · e1 blanques rei · f1 blanques alfil · g1 blanques cavall · h1 blanques torre | 1 |
|   | a | b | c | d | e | f | g | h |   |

Blanques: Deep Blue
Negres: Garri Kaspàrov
Obertura: defensa Caro-Kann, variant Steinitz, B17
1.e4 c6
En Kaspàrov juga la sòlida defensa Caro-Kann, atípica pel seu estil de joc. En posteriors partides contra ordinadors sempre va optar per 1...e5 o 1...c5, l'aguda defensa siciliana, que també era l'elecció habitual d'en Kaspàrov contra oponents humans.
2.d4 d5 3.Cc3 dxe4 4.Cxe4 Cd7 5.Cg5
Aquesta relativament recent innovació trenca un dels principis clàssics de l'obertura («no moure la mateixa peça dos cops en l'obertura»), però pressiona la feble casella f7. En Kaspàrov havia jugat aquest moviment amb blanques com a mínim tres cops anteriorment.
5...Cgf6
No 5...h6? 6.Ce6! fxe6?? 7.Dh5+ g6 8.Dxg6#.(6....Db6 7.Cxf8 Cxf8 8.c3 Af5 9.Cge2 Cf6 10.a4 C8d7 11.Cg3 Ag6 12.Ad3. Deep Rybka 3 dona (0.13) d'avantatge per les blanques.)
6.Ad3 e6 7.C1f3 h6?
|   | a | b | c | d | e | f | g | h |   |
| 8 | a8 negres torre · c8 negres alfil · d8 negres dama · e8 negres rei · f8 negres alfil · h8 negres torre · a7 negres peó · b7 negres peó · d7 negres cavall · f7 negres peó · g7 negres peó · c6 negres peó · e6 negres peó · f6 negres cavall · h6 negres peó · g5 blanques cavall · d4 blanques peó · d3 blanques alfil · f3 blanques cavall · a2 blanques peó · b2 blanques peó · c2 blanques peó · f2 blanques peó · g2 blanques peó · h2 blanques peó · a1 blanques torre · c1 blanques alfil · d1 blanques dama · e1 blanques rei · h1 blanques torre | a8 negres torre · c8 negres alfil · d8 negres dama · e8 negres rei · f8 negres alfil · h8 negres torre · a7 negres peó · b7 negres peó · d7 negres cavall · f7 negres peó · g7 negres peó · c6 negres peó · e6 negres peó · f6 negres cavall · h6 negres peó · g5 blanques cavall · d4 blanques peó · d3 blanques alfil · f3 blanques cavall · a2 blanques peó · b2 blanques peó · c2 blanques peó · f2 blanques peó · g2 blanques peó · h2 blanques peó · a1 blanques torre · c1 blanques alfil · d1 blanques dama · e1 blanques rei · h1 blanques torre | a8 negres torre · c8 negres alfil · d8 negres dama · e8 negres rei · f8 negres alfil · h8 negres torre · a7 negres peó · b7 negres peó · d7 negres cavall · f7 negres peó · g7 negres peó · c6 negres peó · e6 negres peó · f6 negres cavall · h6 negres peó · g5 blanques cavall · d4 blanques peó · d3 blanques alfil · f3 blanques cavall · a2 blanques peó · b2 blanques peó · c2 blanques peó · f2 blanques peó · g2 blanques peó · h2 blanques peó · a1 blanques torre · c1 blanques alfil · d1 blanques dama · e1 blanques rei · h1 blanques torre | a8 negres torre · c8 negres alfil · d8 negres dama · e8 negres rei · f8 negres alfil · h8 negres torre · a7 negres peó · b7 negres peó · d7 negres cavall · f7 negres peó · g7 negres peó · c6 negres peó · e6 negres peó · f6 negres cavall · h6 negres peó · g5 blanques cavall · d4 blanques peó · d3 blanques alfil · f3 blanques cavall · a2 blanques peó · b2 blanques peó · c2 blanques peó · f2 blanques peó · g2 blanques peó · h2 blanques peó · a1 blanques torre · c1 blanques alfil · d1 blanques dama · e1 blanques rei · h1 blanques torre | a8 negres torre · c8 negres alfil · d8 negres dama · e8 negres rei · f8 negres alfil · h8 negres torre · a7 negres peó · b7 negres peó · d7 negres cavall · f7 negres peó · g7 negres peó · c6 negres peó · e6 negres peó · f6 negres cavall · h6 negres peó · g5 blanques cavall · d4 blanques peó · d3 blanques alfil · f3 blanques cavall · a2 blanques peó · b2 blanques peó · c2 blanques peó · f2 blanques peó · g2 blanques peó · h2 blanques peó · a1 blanques torre · c1 blanques alfil · d1 blanques dama · e1 blanques rei · h1 blanques torre | a8 negres torre · c8 negres alfil · d8 negres dama · e8 negres rei · f8 negres alfil · h8 negres torre · a7 negres peó · b7 negres peó · d7 negres cavall · f7 negres peó · g7 negres peó · c6 negres peó · e6 negres peó · f6 negres cavall · h6 negres peó · g5 blanques cavall · d4 blanques peó · d3 blanques alfil · f3 blanques cavall · a2 blanques peó · b2 blanques peó · c2 blanques peó · f2 blanques peó · g2 blanques peó · h2 blanques peó · a1 blanques torre · c1 blanques alfil · d1 blanques dama · e1 blanques rei · h1 blanques torre | a8 negres torre · c8 negres alfil · d8 negres dama · e8 negres rei · f8 negres alfil · h8 negres torre · a7 negres peó · b7 negres peó · d7 negres cavall · f7 negres peó · g7 negres peó · c6 negres peó · e6 negres peó · f6 negres cavall · h6 negres peó · g5 blanques cavall · d4 blanques peó · d3 blanques alfil · f3 blanques cavall · a2 blanques peó · b2 blanques peó · c2 blanques peó · f2 blanques peó · g2 blanques peó · h2 blanques peó · a1 blanques torre · c1 blanques alfil · d1 blanques dama · e1 blanques rei · h1 blanques torre | a8 negres torre · c8 negres alfil · d8 negres dama · e8 negres rei · f8 negres alfil · h8 negres torre · a7 negres peó · b7 negres peó · d7 negres cavall · f7 negres peó · g7 negres peó · c6 negres peó · e6 negres peó · f6 negres cavall · h6 negres peó · g5 blanques cavall · d4 blanques peó · d3 blanques alfil · f3 blanques cavall · a2 blanques peó · b2 blanques peó · c2 blanques peó · f2 blanques peó · g2 blanques peó · h2 blanques peó · a1 blanques torre · c1 blanques alfil · d1 blanques dama · e1 blanques rei · h1 blanques torre | 8 |
| 7 | a8 negres torre · c8 negres alfil · d8 negres dama · e8 negres rei · f8 negres alfil · h8 negres torre · a7 negres peó · b7 negres peó · d7 negres cavall · f7 negres peó · g7 negres peó · c6 negres peó · e6 negres peó · f6 negres cavall · h6 negres peó · g5 blanques cavall · d4 blanques peó · d3 blanques alfil · f3 blanques cavall · a2 blanques peó · b2 blanques peó · c2 blanques peó · f2 blanques peó · g2 blanques peó · h2 blanques peó · a1 blanques torre · c1 blanques alfil · d1 blanques dama · e1 blanques rei · h1 blanques torre | a8 negres torre · c8 negres alfil · d8 negres dama · e8 negres rei · f8 negres alfil · h8 negres torre · a7 negres peó · b7 negres peó · d7 negres cavall · f7 negres peó · g7 negres peó · c6 negres peó · e6 negres peó · f6 negres cavall · h6 negres peó · g5 blanques cavall · d4 blanques peó · d3 blanques alfil · f3 blanques cavall · a2 blanques peó · b2 blanques peó · c2 blanques peó · f2 blanques peó · g2 blanques peó · h2 blanques peó · a1 blanques torre · c1 blanques alfil · d1 blanques dama · e1 blanques rei · h1 blanques torre | a8 negres torre · c8 negres alfil · d8 negres dama · e8 negres rei · f8 negres alfil · h8 negres torre · a7 negres peó · b7 negres peó · d7 negres cavall · f7 negres peó · g7 negres peó · c6 negres peó · e6 negres peó · f6 negres cavall · h6 negres peó · g5 blanques cavall · d4 blanques peó · d3 blanques alfil · f3 blanques cavall · a2 blanques peó · b2 blanques peó · c2 blanques peó · f2 blanques peó · g2 blanques peó · h2 blanques peó · a1 blanques torre · c1 blanques alfil · d1 blanques dama · e1 blanques rei · h1 blanques torre | a8 negres torre · c8 negres alfil · d8 negres dama · e8 negres rei · f8 negres alfil · h8 negres torre · a7 negres peó · b7 negres peó · d7 negres cavall · f7 negres peó · g7 negres peó · c6 negres peó · e6 negres peó · f6 negres cavall · h6 negres peó · g5 blanques cavall · d4 blanques peó · d3 blanques alfil · f3 blanques cavall · a2 blanques peó · b2 blanques peó · c2 blanques peó · f2 blanques peó · g2 blanques peó · h2 blanques peó · a1 blanques torre · c1 blanques alfil · d1 blanques dama · e1 blanques rei · h1 blanques torre | a8 negres torre · c8 negres alfil · d8 negres dama · e8 negres rei · f8 negres alfil · h8 negres torre · a7 negres peó · b7 negres peó · d7 negres cavall · f7 negres peó · g7 negres peó · c6 negres peó · e6 negres peó · f6 negres cavall · h6 negres peó · g5 blanques cavall · d4 blanques peó · d3 blanques alfil · f3 blanques cavall · a2 blanques peó · b2 blanques peó · c2 blanques peó · f2 blanques peó · g2 blanques peó · h2 blanques peó · a1 blanques torre · c1 blanques alfil · d1 blanques dama · e1 blanques rei · h1 blanques torre | a8 negres torre · c8 negres alfil · d8 negres dama · e8 negres rei · f8 negres alfil · h8 negres torre · a7 negres peó · b7 negres peó · d7 negres cavall · f7 negres peó · g7 negres peó · c6 negres peó · e6 negres peó · f6 negres cavall · h6 negres peó · g5 blanques cavall · d4 blanques peó · d3 blanques alfil · f3 blanques cavall · a2 blanques peó · b2 blanques peó · c2 blanques peó · f2 blanques peó · g2 blanques peó · h2 blanques peó · a1 blanques torre · c1 blanques alfil · d1 blanques dama · e1 blanques rei · h1 blanques torre | a8 negres torre · c8 negres alfil · d8 negres dama · e8 negres rei · f8 negres alfil · h8 negres torre · a7 negres peó · b7 negres peó · d7 negres cavall · f7 negres peó · g7 negres peó · c6 negres peó · e6 negres peó · f6 negres cavall · h6 negres peó · g5 blanques cavall · d4 blanques peó · d3 blanques alfil · f3 blanques cavall · a2 blanques peó · b2 blanques peó · c2 blanques peó · f2 blanques peó · g2 blanques peó · h2 blanques peó · a1 blanques torre · c1 blanques alfil · d1 blanques dama · e1 blanques rei · h1 blanques torre | a8 negres torre · c8 negres alfil · d8 negres dama · e8 negres rei · f8 negres alfil · h8 negres torre · a7 negres peó · b7 negres peó · d7 negres cavall · f7 negres peó · g7 negres peó · c6 negres peó · e6 negres peó · f6 negres cavall · h6 negres peó · g5 blanques cavall · d4 blanques peó · d3 blanques alfil · f3 blanques cavall · a2 blanques peó · b2 blanques peó · c2 blanques peó · f2 blanques peó · g2 blanques peó · h2 blanques peó · a1 blanques torre · c1 blanques alfil · d1 blanques dama · e1 blanques rei · h1 blanques torre | 7 |
| 6 | a8 negres torre · c8 negres alfil · d8 negres dama · e8 negres rei · f8 negres alfil · h8 negres torre · a7 negres peó · b7 negres peó · d7 negres cavall · f7 negres peó · g7 negres peó · c6 negres peó · e6 negres peó · f6 negres cavall · h6 negres peó · g5 blanques cavall · d4 blanques peó · d3 blanques alfil · f3 blanques cavall · a2 blanques peó · b2 blanques peó · c2 blanques peó · f2 blanques peó · g2 blanques peó · h2 blanques peó · a1 blanques torre · c1 blanques alfil · d1 blanques dama · e1 blanques rei · h1 blanques torre | a8 negres torre · c8 negres alfil · d8 negres dama · e8 negres rei · f8 negres alfil · h8 negres torre · a7 negres peó · b7 negres peó · d7 negres cavall · f7 negres peó · g7 negres peó · c6 negres peó · e6 negres peó · f6 negres cavall · h6 negres peó · g5 blanques cavall · d4 blanques peó · d3 blanques alfil · f3 blanques cavall · a2 blanques peó · b2 blanques peó · c2 blanques peó · f2 blanques peó · g2 blanques peó · h2 blanques peó · a1 blanques torre · c1 blanques alfil · d1 blanques dama · e1 blanques rei · h1 blanques torre | a8 negres torre · c8 negres alfil · d8 negres dama · e8 negres rei · f8 negres alfil · h8 negres torre · a7 negres peó · b7 negres peó · d7 negres cavall · f7 negres peó · g7 negres peó · c6 negres peó · e6 negres peó · f6 negres cavall · h6 negres peó · g5 blanques cavall · d4 blanques peó · d3 blanques alfil · f3 blanques cavall · a2 blanques peó · b2 blanques peó · c2 blanques peó · f2 blanques peó · g2 blanques peó · h2 blanques peó · a1 blanques torre · c1 blanques alfil · d1 blanques dama · e1 blanques rei · h1 blanques torre | a8 negres torre · c8 negres alfil · d8 negres dama · e8 negres rei · f8 negres alfil · h8 negres torre · a7 negres peó · b7 negres peó · d7 negres cavall · f7 negres peó · g7 negres peó · c6 negres peó · e6 negres peó · f6 negres cavall · h6 negres peó · g5 blanques cavall · d4 blanques peó · d3 blanques alfil · f3 blanques cavall · a2 blanques peó · b2 blanques peó · c2 blanques peó · f2 blanques peó · g2 blanques peó · h2 blanques peó · a1 blanques torre · c1 blanques alfil · d1 blanques dama · e1 blanques rei · h1 blanques torre | a8 negres torre · c8 negres alfil · d8 negres dama · e8 negres rei · f8 negres alfil · h8 negres torre · a7 negres peó · b7 negres peó · d7 negres cavall · f7 negres peó · g7 negres peó · c6 negres peó · e6 negres peó · f6 negres cavall · h6 negres peó · g5 blanques cavall · d4 blanques peó · d3 blanques alfil · f3 blanques cavall · a2 blanques peó · b2 blanques peó · c2 blanques peó · f2 blanques peó · g2 blanques peó · h2 blanques peó · a1 blanques torre · c1 blanques alfil · d1 blanques dama · e1 blanques rei · h1 blanques torre | a8 negres torre · c8 negres alfil · d8 negres dama · e8 negres rei · f8 negres alfil · h8 negres torre · a7 negres peó · b7 negres peó · d7 negres cavall · f7 negres peó · g7 negres peó · c6 negres peó · e6 negres peó · f6 negres cavall · h6 negres peó · g5 blanques cavall · d4 blanques peó · d3 blanques alfil · f3 blanques cavall · a2 blanques peó · b2 blanques peó · c2 blanques peó · f2 blanques peó · g2 blanques peó · h2 blanques peó · a1 blanques torre · c1 blanques alfil · d1 blanques dama · e1 blanques rei · h1 blanques torre | a8 negres torre · c8 negres alfil · d8 negres dama · e8 negres rei · f8 negres alfil · h8 negres torre · a7 negres peó · b7 negres peó · d7 negres cavall · f7 negres peó · g7 negres peó · c6 negres peó · e6 negres peó · f6 negres cavall · h6 negres peó · g5 blanques cavall · d4 blanques peó · d3 blanques alfil · f3 blanques cavall · a2 blanques peó · b2 blanques peó · c2 blanques peó · f2 blanques peó · g2 blanques peó · h2 blanques peó · a1 blanques torre · c1 blanques alfil · d1 blanques dama · e1 blanques rei · h1 blanques torre | a8 negres torre · c8 negres alfil · d8 negres dama · e8 negres rei · f8 negres alfil · h8 negres torre · a7 negres peó · b7 negres peó · d7 negres cavall · f7 negres peó · g7 negres peó · c6 negres peó · e6 negres peó · f6 negres cavall · h6 negres peó · g5 blanques cavall · d4 blanques peó · d3 blanques alfil · f3 blanques cavall · a2 blanques peó · b2 blanques peó · c2 blanques peó · f2 blanques peó · g2 blanques peó · h2 blanques peó · a1 blanques torre · c1 blanques alfil · d1 blanques dama · e1 blanques rei · h1 blanques torre | 6 |
| 5 | a8 negres torre · c8 negres alfil · d8 negres dama · e8 negres rei · f8 negres alfil · h8 negres torre · a7 negres peó · b7 negres peó · d7 negres cavall · f7 negres peó · g7 negres peó · c6 negres peó · e6 negres peó · f6 negres cavall · h6 negres peó · g5 blanques cavall · d4 blanques peó · d3 blanques alfil · f3 blanques cavall · a2 blanques peó · b2 blanques peó · c2 blanques peó · f2 blanques peó · g2 blanques peó · h2 blanques peó · a1 blanques torre · c1 blanques alfil · d1 blanques dama · e1 blanques rei · h1 blanques torre | a8 negres torre · c8 negres alfil · d8 negres dama · e8 negres rei · f8 negres alfil · h8 negres torre · a7 negres peó · b7 negres peó · d7 negres cavall · f7 negres peó · g7 negres peó · c6 negres peó · e6 negres peó · f6 negres cavall · h6 negres peó · g5 blanques cavall · d4 blanques peó · d3 blanques alfil · f3 blanques cavall · a2 blanques peó · b2 blanques peó · c2 blanques peó · f2 blanques peó · g2 blanques peó · h2 blanques peó · a1 blanques torre · c1 blanques alfil · d1 blanques dama · e1 blanques rei · h1 blanques torre | a8 negres torre · c8 negres alfil · d8 negres dama · e8 negres rei · f8 negres alfil · h8 negres torre · a7 negres peó · b7 negres peó · d7 negres cavall · f7 negres peó · g7 negres peó · c6 negres peó · e6 negres peó · f6 negres cavall · h6 negres peó · g5 blanques cavall · d4 blanques peó · d3 blanques alfil · f3 blanques cavall · a2 blanques peó · b2 blanques peó · c2 blanques peó · f2 blanques peó · g2 blanques peó · h2 blanques peó · a1 blanques torre · c1 blanques alfil · d1 blanques dama · e1 blanques rei · h1 blanques torre | a8 negres torre · c8 negres alfil · d8 negres dama · e8 negres rei · f8 negres alfil · h8 negres torre · a7 negres peó · b7 negres peó · d7 negres cavall · f7 negres peó · g7 negres peó · c6 negres peó · e6 negres peó · f6 negres cavall · h6 negres peó · g5 blanques cavall · d4 blanques peó · d3 blanques alfil · f3 blanques cavall · a2 blanques peó · b2 blanques peó · c2 blanques peó · f2 blanques peó · g2 blanques peó · h2 blanques peó · a1 blanques torre · c1 blanques alfil · d1 blanques dama · e1 blanques rei · h1 blanques torre | a8 negres torre · c8 negres alfil · d8 negres dama · e8 negres rei · f8 negres alfil · h8 negres torre · a7 negres peó · b7 negres peó · d7 negres cavall · f7 negres peó · g7 negres peó · c6 negres peó · e6 negres peó · f6 negres cavall · h6 negres peó · g5 blanques cavall · d4 blanques peó · d3 blanques alfil · f3 blanques cavall · a2 blanques peó · b2 blanques peó · c2 blanques peó · f2 blanques peó · g2 blanques peó · h2 blanques peó · a1 blanques torre · c1 blanques alfil · d1 blanques dama · e1 blanques rei · h1 blanques torre | a8 negres torre · c8 negres alfil · d8 negres dama · e8 negres rei · f8 negres alfil · h8 negres torre · a7 negres peó · b7 negres peó · d7 negres cavall · f7 negres peó · g7 negres peó · c6 negres peó · e6 negres peó · f6 negres cavall · h6 negres peó · g5 blanques cavall · d4 blanques peó · d3 blanques alfil · f3 blanques cavall · a2 blanques peó · b2 blanques peó · c2 blanques peó · f2 blanques peó · g2 blanques peó · h2 blanques peó · a1 blanques torre · c1 blanques alfil · d1 blanques dama · e1 blanques rei · h1 blanques torre | a8 negres torre · c8 negres alfil · d8 negres dama · e8 negres rei · f8 negres alfil · h8 negres torre · a7 negres peó · b7 negres peó · d7 negres cavall · f7 negres peó · g7 negres peó · c6 negres peó · e6 negres peó · f6 negres cavall · h6 negres peó · g5 blanques cavall · d4 blanques peó · d3 blanques alfil · f3 blanques cavall · a2 blanques peó · b2 blanques peó · c2 blanques peó · f2 blanques peó · g2 blanques peó · h2 blanques peó · a1 blanques torre · c1 blanques alfil · d1 blanques dama · e1 blanques rei · h1 blanques torre | a8 negres torre · c8 negres alfil · d8 negres dama · e8 negres rei · f8 negres alfil · h8 negres torre · a7 negres peó · b7 negres peó · d7 negres cavall · f7 negres peó · g7 negres peó · c6 negres peó · e6 negres peó · f6 negres cavall · h6 negres peó · g5 blanques cavall · d4 blanques peó · d3 blanques alfil · f3 blanques cavall · a2 blanques peó · b2 blanques peó · c2 blanques peó · f2 blanques peó · g2 blanques peó · h2 blanques peó · a1 blanques torre · c1 blanques alfil · d1 blanques dama · e1 blanques rei · h1 blanques torre | 5 |
| 4 | a8 negres torre · c8 negres alfil · d8 negres dama · e8 negres rei · f8 negres alfil · h8 negres torre · a7 negres peó · b7 negres peó · d7 negres cavall · f7 negres peó · g7 negres peó · c6 negres peó · e6 negres peó · f6 negres cavall · h6 negres peó · g5 blanques cavall · d4 blanques peó · d3 blanques alfil · f3 blanques cavall · a2 blanques peó · b2 blanques peó · c2 blanques peó · f2 blanques peó · g2 blanques peó · h2 blanques peó · a1 blanques torre · c1 blanques alfil · d1 blanques dama · e1 blanques rei · h1 blanques torre | a8 negres torre · c8 negres alfil · d8 negres dama · e8 negres rei · f8 negres alfil · h8 negres torre · a7 negres peó · b7 negres peó · d7 negres cavall · f7 negres peó · g7 negres peó · c6 negres peó · e6 negres peó · f6 negres cavall · h6 negres peó · g5 blanques cavall · d4 blanques peó · d3 blanques alfil · f3 blanques cavall · a2 blanques peó · b2 blanques peó · c2 blanques peó · f2 blanques peó · g2 blanques peó · h2 blanques peó · a1 blanques torre · c1 blanques alfil · d1 blanques dama · e1 blanques rei · h1 blanques torre | a8 negres torre · c8 negres alfil · d8 negres dama · e8 negres rei · f8 negres alfil · h8 negres torre · a7 negres peó · b7 negres peó · d7 negres cavall · f7 negres peó · g7 negres peó · c6 negres peó · e6 negres peó · f6 negres cavall · h6 negres peó · g5 blanques cavall · d4 blanques peó · d3 blanques alfil · f3 blanques cavall · a2 blanques peó · b2 blanques peó · c2 blanques peó · f2 blanques peó · g2 blanques peó · h2 blanques peó · a1 blanques torre · c1 blanques alfil · d1 blanques dama · e1 blanques rei · h1 blanques torre | a8 negres torre · c8 negres alfil · d8 negres dama · e8 negres rei · f8 negres alfil · h8 negres torre · a7 negres peó · b7 negres peó · d7 negres cavall · f7 negres peó · g7 negres peó · c6 negres peó · e6 negres peó · f6 negres cavall · h6 negres peó · g5 blanques cavall · d4 blanques peó · d3 blanques alfil · f3 blanques cavall · a2 blanques peó · b2 blanques peó · c2 blanques peó · f2 blanques peó · g2 blanques peó · h2 blanques peó · a1 blanques torre · c1 blanques alfil · d1 blanques dama · e1 blanques rei · h1 blanques torre | a8 negres torre · c8 negres alfil · d8 negres dama · e8 negres rei · f8 negres alfil · h8 negres torre · a7 negres peó · b7 negres peó · d7 negres cavall · f7 negres peó · g7 negres peó · c6 negres peó · e6 negres peó · f6 negres cavall · h6 negres peó · g5 blanques cavall · d4 blanques peó · d3 blanques alfil · f3 blanques cavall · a2 blanques peó · b2 blanques peó · c2 blanques peó · f2 blanques peó · g2 blanques peó · h2 blanques peó · a1 blanques torre · c1 blanques alfil · d1 blanques dama · e1 blanques rei · h1 blanques torre | a8 negres torre · c8 negres alfil · d8 negres dama · e8 negres rei · f8 negres alfil · h8 negres torre · a7 negres peó · b7 negres peó · d7 negres cavall · f7 negres peó · g7 negres peó · c6 negres peó · e6 negres peó · f6 negres cavall · h6 negres peó · g5 blanques cavall · d4 blanques peó · d3 blanques alfil · f3 blanques cavall · a2 blanques peó · b2 blanques peó · c2 blanques peó · f2 blanques peó · g2 blanques peó · h2 blanques peó · a1 blanques torre · c1 blanques alfil · d1 blanques dama · e1 blanques rei · h1 blanques torre | a8 negres torre · c8 negres alfil · d8 negres dama · e8 negres rei · f8 negres alfil · h8 negres torre · a7 negres peó · b7 negres peó · d7 negres cavall · f7 negres peó · g7 negres peó · c6 negres peó · e6 negres peó · f6 negres cavall · h6 negres peó · g5 blanques cavall · d4 blanques peó · d3 blanques alfil · f3 blanques cavall · a2 blanques peó · b2 blanques peó · c2 blanques peó · f2 blanques peó · g2 blanques peó · h2 blanques peó · a1 blanques torre · c1 blanques alfil · d1 blanques dama · e1 blanques rei · h1 blanques torre | a8 negres torre · c8 negres alfil · d8 negres dama · e8 negres rei · f8 negres alfil · h8 negres torre · a7 negres peó · b7 negres peó · d7 negres cavall · f7 negres peó · g7 negres peó · c6 negres peó · e6 negres peó · f6 negres cavall · h6 negres peó · g5 blanques cavall · d4 blanques peó · d3 blanques alfil · f3 blanques cavall · a2 blanques peó · b2 blanques peó · c2 blanques peó · f2 blanques peó · g2 blanques peó · h2 blanques peó · a1 blanques torre · c1 blanques alfil · d1 blanques dama · e1 blanques rei · h1 blanques torre | 4 |
| 3 | a8 negres torre · c8 negres alfil · d8 negres dama · e8 negres rei · f8 negres alfil · h8 negres torre · a7 negres peó · b7 negres peó · d7 negres cavall · f7 negres peó · g7 negres peó · c6 negres peó · e6 negres peó · f6 negres cavall · h6 negres peó · g5 blanques cavall · d4 blanques peó · d3 blanques alfil · f3 blanques cavall · a2 blanques peó · b2 blanques peó · c2 blanques peó · f2 blanques peó · g2 blanques peó · h2 blanques peó · a1 blanques torre · c1 blanques alfil · d1 blanques dama · e1 blanques rei · h1 blanques torre | a8 negres torre · c8 negres alfil · d8 negres dama · e8 negres rei · f8 negres alfil · h8 negres torre · a7 negres peó · b7 negres peó · d7 negres cavall · f7 negres peó · g7 negres peó · c6 negres peó · e6 negres peó · f6 negres cavall · h6 negres peó · g5 blanques cavall · d4 blanques peó · d3 blanques alfil · f3 blanques cavall · a2 blanques peó · b2 blanques peó · c2 blanques peó · f2 blanques peó · g2 blanques peó · h2 blanques peó · a1 blanques torre · c1 blanques alfil · d1 blanques dama · e1 blanques rei · h1 blanques torre | a8 negres torre · c8 negres alfil · d8 negres dama · e8 negres rei · f8 negres alfil · h8 negres torre · a7 negres peó · b7 negres peó · d7 negres cavall · f7 negres peó · g7 negres peó · c6 negres peó · e6 negres peó · f6 negres cavall · h6 negres peó · g5 blanques cavall · d4 blanques peó · d3 blanques alfil · f3 blanques cavall · a2 blanques peó · b2 blanques peó · c2 blanques peó · f2 blanques peó · g2 blanques peó · h2 blanques peó · a1 blanques torre · c1 blanques alfil · d1 blanques dama · e1 blanques rei · h1 blanques torre | a8 negres torre · c8 negres alfil · d8 negres dama · e8 negres rei · f8 negres alfil · h8 negres torre · a7 negres peó · b7 negres peó · d7 negres cavall · f7 negres peó · g7 negres peó · c6 negres peó · e6 negres peó · f6 negres cavall · h6 negres peó · g5 blanques cavall · d4 blanques peó · d3 blanques alfil · f3 blanques cavall · a2 blanques peó · b2 blanques peó · c2 blanques peó · f2 blanques peó · g2 blanques peó · h2 blanques peó · a1 blanques torre · c1 blanques alfil · d1 blanques dama · e1 blanques rei · h1 blanques torre | a8 negres torre · c8 negres alfil · d8 negres dama · e8 negres rei · f8 negres alfil · h8 negres torre · a7 negres peó · b7 negres peó · d7 negres cavall · f7 negres peó · g7 negres peó · c6 negres peó · e6 negres peó · f6 negres cavall · h6 negres peó · g5 blanques cavall · d4 blanques peó · d3 blanques alfil · f3 blanques cavall · a2 blanques peó · b2 blanques peó · c2 blanques peó · f2 blanques peó · g2 blanques peó · h2 blanques peó · a1 blanques torre · c1 blanques alfil · d1 blanques dama · e1 blanques rei · h1 blanques torre | a8 negres torre · c8 negres alfil · d8 negres dama · e8 negres rei · f8 negres alfil · h8 negres torre · a7 negres peó · b7 negres peó · d7 negres cavall · f7 negres peó · g7 negres peó · c6 negres peó · e6 negres peó · f6 negres cavall · h6 negres peó · g5 blanques cavall · d4 blanques peó · d3 blanques alfil · f3 blanques cavall · a2 blanques peó · b2 blanques peó · c2 blanques peó · f2 blanques peó · g2 blanques peó · h2 blanques peó · a1 blanques torre · c1 blanques alfil · d1 blanques dama · e1 blanques rei · h1 blanques torre | a8 negres torre · c8 negres alfil · d8 negres dama · e8 negres rei · f8 negres alfil · h8 negres torre · a7 negres peó · b7 negres peó · d7 negres cavall · f7 negres peó · g7 negres peó · c6 negres peó · e6 negres peó · f6 negres cavall · h6 negres peó · g5 blanques cavall · d4 blanques peó · d3 blanques alfil · f3 blanques cavall · a2 blanques peó · b2 blanques peó · c2 blanques peó · f2 blanques peó · g2 blanques peó · h2 blanques peó · a1 blanques torre · c1 blanques alfil · d1 blanques dama · e1 blanques rei · h1 blanques torre | a8 negres torre · c8 negres alfil · d8 negres dama · e8 negres rei · f8 negres alfil · h8 negres torre · a7 negres peó · b7 negres peó · d7 negres cavall · f7 negres peó · g7 negres peó · c6 negres peó · e6 negres peó · f6 negres cavall · h6 negres peó · g5 blanques cavall · d4 blanques peó · d3 blanques alfil · f3 blanques cavall · a2 blanques peó · b2 blanques peó · c2 blanques peó · f2 blanques peó · g2 blanques peó · h2 blanques peó · a1 blanques torre · c1 blanques alfil · d1 blanques dama · e1 blanques rei · h1 blanques torre | 3 |
| 2 | a8 negres torre · c8 negres alfil · d8 negres dama · e8 negres rei · f8 negres alfil · h8 negres torre · a7 negres peó · b7 negres peó · d7 negres cavall · f7 negres peó · g7 negres peó · c6 negres peó · e6 negres peó · f6 negres cavall · h6 negres peó · g5 blanques cavall · d4 blanques peó · d3 blanques alfil · f3 blanques cavall · a2 blanques peó · b2 blanques peó · c2 blanques peó · f2 blanques peó · g2 blanques peó · h2 blanques peó · a1 blanques torre · c1 blanques alfil · d1 blanques dama · e1 blanques rei · h1 blanques torre | a8 negres torre · c8 negres alfil · d8 negres dama · e8 negres rei · f8 negres alfil · h8 negres torre · a7 negres peó · b7 negres peó · d7 negres cavall · f7 negres peó · g7 negres peó · c6 negres peó · e6 negres peó · f6 negres cavall · h6 negres peó · g5 blanques cavall · d4 blanques peó · d3 blanques alfil · f3 blanques cavall · a2 blanques peó · b2 blanques peó · c2 blanques peó · f2 blanques peó · g2 blanques peó · h2 blanques peó · a1 blanques torre · c1 blanques alfil · d1 blanques dama · e1 blanques rei · h1 blanques torre | a8 negres torre · c8 negres alfil · d8 negres dama · e8 negres rei · f8 negres alfil · h8 negres torre · a7 negres peó · b7 negres peó · d7 negres cavall · f7 negres peó · g7 negres peó · c6 negres peó · e6 negres peó · f6 negres cavall · h6 negres peó · g5 blanques cavall · d4 blanques peó · d3 blanques alfil · f3 blanques cavall · a2 blanques peó · b2 blanques peó · c2 blanques peó · f2 blanques peó · g2 blanques peó · h2 blanques peó · a1 blanques torre · c1 blanques alfil · d1 blanques dama · e1 blanques rei · h1 blanques torre | a8 negres torre · c8 negres alfil · d8 negres dama · e8 negres rei · f8 negres alfil · h8 negres torre · a7 negres peó · b7 negres peó · d7 negres cavall · f7 negres peó · g7 negres peó · c6 negres peó · e6 negres peó · f6 negres cavall · h6 negres peó · g5 blanques cavall · d4 blanques peó · d3 blanques alfil · f3 blanques cavall · a2 blanques peó · b2 blanques peó · c2 blanques peó · f2 blanques peó · g2 blanques peó · h2 blanques peó · a1 blanques torre · c1 blanques alfil · d1 blanques dama · e1 blanques rei · h1 blanques torre | a8 negres torre · c8 negres alfil · d8 negres dama · e8 negres rei · f8 negres alfil · h8 negres torre · a7 negres peó · b7 negres peó · d7 negres cavall · f7 negres peó · g7 negres peó · c6 negres peó · e6 negres peó · f6 negres cavall · h6 negres peó · g5 blanques cavall · d4 blanques peó · d3 blanques alfil · f3 blanques cavall · a2 blanques peó · b2 blanques peó · c2 blanques peó · f2 blanques peó · g2 blanques peó · h2 blanques peó · a1 blanques torre · c1 blanques alfil · d1 blanques dama · e1 blanques rei · h1 blanques torre | a8 negres torre · c8 negres alfil · d8 negres dama · e8 negres rei · f8 negres alfil · h8 negres torre · a7 negres peó · b7 negres peó · d7 negres cavall · f7 negres peó · g7 negres peó · c6 negres peó · e6 negres peó · f6 negres cavall · h6 negres peó · g5 blanques cavall · d4 blanques peó · d3 blanques alfil · f3 blanques cavall · a2 blanques peó · b2 blanques peó · c2 blanques peó · f2 blanques peó · g2 blanques peó · h2 blanques peó · a1 blanques torre · c1 blanques alfil · d1 blanques dama · e1 blanques rei · h1 blanques torre | a8 negres torre · c8 negres alfil · d8 negres dama · e8 negres rei · f8 negres alfil · h8 negres torre · a7 negres peó · b7 negres peó · d7 negres cavall · f7 negres peó · g7 negres peó · c6 negres peó · e6 negres peó · f6 negres cavall · h6 negres peó · g5 blanques cavall · d4 blanques peó · d3 blanques alfil · f3 blanques cavall · a2 blanques peó · b2 blanques peó · c2 blanques peó · f2 blanques peó · g2 blanques peó · h2 blanques peó · a1 blanques torre · c1 blanques alfil · d1 blanques dama · e1 blanques rei · h1 blanques torre | a8 negres torre · c8 negres alfil · d8 negres dama · e8 negres rei · f8 negres alfil · h8 negres torre · a7 negres peó · b7 negres peó · d7 negres cavall · f7 negres peó · g7 negres peó · c6 negres peó · e6 negres peó · f6 negres cavall · h6 negres peó · g5 blanques cavall · d4 blanques peó · d3 blanques alfil · f3 blanques cavall · a2 blanques peó · b2 blanques peó · c2 blanques peó · f2 blanques peó · g2 blanques peó · h2 blanques peó · a1 blanques torre · c1 blanques alfil · d1 blanques dama · e1 blanques rei · h1 blanques torre | 2 |
| 1 | a8 negres torre · c8 negres alfil · d8 negres dama · e8 negres rei · f8 negres alfil · h8 negres torre · a7 negres peó · b7 negres peó · d7 negres cavall · f7 negres peó · g7 negres peó · c6 negres peó · e6 negres peó · f6 negres cavall · h6 negres peó · g5 blanques cavall · d4 blanques peó · d3 blanques alfil · f3 blanques cavall · a2 blanques peó · b2 blanques peó · c2 blanques peó · f2 blanques peó · g2 blanques peó · h2 blanques peó · a1 blanques torre · c1 blanques alfil · d1 blanques dama · e1 blanques rei · h1 blanques torre | a8 negres torre · c8 negres alfil · d8 negres dama · e8 negres rei · f8 negres alfil · h8 negres torre · a7 negres peó · b7 negres peó · d7 negres cavall · f7 negres peó · g7 negres peó · c6 negres peó · e6 negres peó · f6 negres cavall · h6 negres peó · g5 blanques cavall · d4 blanques peó · d3 blanques alfil · f3 blanques cavall · a2 blanques peó · b2 blanques peó · c2 blanques peó · f2 blanques peó · g2 blanques peó · h2 blanques peó · a1 blanques torre · c1 blanques alfil · d1 blanques dama · e1 blanques rei · h1 blanques torre | a8 negres torre · c8 negres alfil · d8 negres dama · e8 negres rei · f8 negres alfil · h8 negres torre · a7 negres peó · b7 negres peó · d7 negres cavall · f7 negres peó · g7 negres peó · c6 negres peó · e6 negres peó · f6 negres cavall · h6 negres peó · g5 blanques cavall · d4 blanques peó · d3 blanques alfil · f3 blanques cavall · a2 blanques peó · b2 blanques peó · c2 blanques peó · f2 blanques peó · g2 blanques peó · h2 blanques peó · a1 blanques torre · c1 blanques alfil · d1 blanques dama · e1 blanques rei · h1 blanques torre | a8 negres torre · c8 negres alfil · d8 negres dama · e8 negres rei · f8 negres alfil · h8 negres torre · a7 negres peó · b7 negres peó · d7 negres cavall · f7 negres peó · g7 negres peó · c6 negres peó · e6 negres peó · f6 negres cavall · h6 negres peó · g5 blanques cavall · d4 blanques peó · d3 blanques alfil · f3 blanques cavall · a2 blanques peó · b2 blanques peó · c2 blanques peó · f2 blanques peó · g2 blanques peó · h2 blanques peó · a1 blanques torre · c1 blanques alfil · d1 blanques dama · e1 blanques rei · h1 blanques torre | a8 negres torre · c8 negres alfil · d8 negres dama · e8 negres rei · f8 negres alfil · h8 negres torre · a7 negres peó · b7 negres peó · d7 negres cavall · f7 negres peó · g7 negres peó · c6 negres peó · e6 negres peó · f6 negres cavall · h6 negres peó · g5 blanques cavall · d4 blanques peó · d3 blanques alfil · f3 blanques cavall · a2 blanques peó · b2 blanques peó · c2 blanques peó · f2 blanques peó · g2 blanques peó · h2 blanques peó · a1 blanques torre · c1 blanques alfil · d1 blanques dama · e1 blanques rei · h1 blanques torre | a8 negres torre · c8 negres alfil · d8 negres dama · e8 negres rei · f8 negres alfil · h8 negres torre · a7 negres peó · b7 negres peó · d7 negres cavall · f7 negres peó · g7 negres peó · c6 negres peó · e6 negres peó · f6 negres cavall · h6 negres peó · g5 blanques cavall · d4 blanques peó · d3 blanques alfil · f3 blanques cavall · a2 blanques peó · b2 blanques peó · c2 blanques peó · f2 blanques peó · g2 blanques peó · h2 blanques peó · a1 blanques torre · c1 blanques alfil · d1 blanques dama · e1 blanques rei · h1 blanques torre | a8 negres torre · c8 negres alfil · d8 negres dama · e8 negres rei · f8 negres alfil · h8 negres torre · a7 negres peó · b7 negres peó · d7 negres cavall · f7 negres peó · g7 negres peó · c6 negres peó · e6 negres peó · f6 negres cavall · h6 negres peó · g5 blanques cavall · d4 blanques peó · d3 blanques alfil · f3 blanques cavall · a2 blanques peó · b2 blanques peó · c2 blanques peó · f2 blanques peó · g2 blanques peó · h2 blanques peó · a1 blanques torre · c1 blanques alfil · d1 blanques dama · e1 blanques rei · h1 blanques torre | a8 negres torre · c8 negres alfil · d8 negres dama · e8 negres rei · f8 negres alfil · h8 negres torre · a7 negres peó · b7 negres peó · d7 negres cavall · f7 negres peó · g7 negres peó · c6 negres peó · e6 negres peó · f6 negres cavall · h6 negres peó · g5 blanques cavall · d4 blanques peó · d3 blanques alfil · f3 blanques cavall · a2 blanques peó · b2 blanques peó · c2 blanques peó · f2 blanques peó · g2 blanques peó · h2 blanques peó · a1 blanques torre · c1 blanques alfil · d1 blanques dama · e1 blanques rei · h1 blanques torre | 1 |
|   | a | b | c | d | e | f | g | h |   |

Una greu errada molt estranya de Kaspàrov, un dels jugadors més coneixedors de la teoria de la història dels escacs. Aparentment en Kaspàrov va confondre's de jugada, i va fer...h6 un moviment massa d'hora. La normal 7...Ad6 8.De2 h6 9.Ce4 Cxe4 10.Dxe4 es va jugar a Kaspàrov(!)-Kamsky, 1994 i també a Kaspàrov-Iepixin, 1995, entre altres partides. El sacrifici que ara ve és molt conegut per la teoria, i en Kaspàrov l'havia de conèixer (de fet, hi ha algunes fonts que indiquen que ell fins i tot havia escrit un article corroborant que 8.Cxe6 era la refutació de l'ordre de moviments negre). Objectivament parlant, el moviment en si seria correcte, però la posició resultant és massa complexa per ser defensada per un jugador humà. En Rajlich va indicar posteriorment que l'error decisiu va arribar segurament a la jugada número 11, dient que Rybka estava preparat per jugar així en un matx per ordinadors el 2007.
8.Cxe6!
L'ordinador tenia aquest sacrifici de cavall programat al seu llibre d'obertures. Aquest moviment havia estat jugat anteriorment en algunes partides d'alt nivell, en les quals les blanques havien assolit un alt percentatge de punts. Si Deep Blue hagués hagut de dependre de si mateix, probablement no hagués jugat així, ja que la compensació que obtenen les blanques pel material sacrificat no és òbvia per la màquina. Com a indicació de com han progressat els escacs per ordinador en els anys recents, els programes moderns funcionant sobre ordinadors de sobretaula, troben fàcilment la jugada Cg5xe6 sense haver de recórrer al seu llibre d'obertures.
8...De7
En lloc de prendre el cavall immediatament, en Kaspàrov clava el cavall al rei per tal de donar al seu propi rei la casella d8. De tota manera, molts comentaristes van criticar aquest moviment, dient que en Kaspàrov hauria d'haver capturat el cavall de forma immediata. Tot i que així el rei negre necessita dos moviments per arribar a d8 després de 8...fxe6 9.Ag6+ Re7, la dama negra podrà situar-se a la superior casella c7.
9.0-0
Les blanques enroquen, ja que 9...Dxe6?? perd per 10.Te1 clavant i guanyant la dama. Les negres han de prendre ara el cavall, perquè si no simplement queden amb peó de menys.
|   | a | b | c | d | e | f | g | h |   |
| 8 | a8 negres torre · c8 negres alfil · d8 negres rei · f8 negres alfil · h8 negres torre · a7 negres peó · b7 negres peó · d7 negres cavall · e7 negres dama · g7 negres peó · c6 negres peó · e6 negres peó · f6 negres cavall · g6 blanques alfil · h6 negres peó · d4 blanques peó · f4 blanques alfil · f3 blanques cavall · a2 blanques peó · b2 blanques peó · c2 blanques peó · f2 blanques peó · g2 blanques peó · h2 blanques peó · a1 blanques torre · d1 blanques dama · f1 blanques torre · g1 blanques rei | a8 negres torre · c8 negres alfil · d8 negres rei · f8 negres alfil · h8 negres torre · a7 negres peó · b7 negres peó · d7 negres cavall · e7 negres dama · g7 negres peó · c6 negres peó · e6 negres peó · f6 negres cavall · g6 blanques alfil · h6 negres peó · d4 blanques peó · f4 blanques alfil · f3 blanques cavall · a2 blanques peó · b2 blanques peó · c2 blanques peó · f2 blanques peó · g2 blanques peó · h2 blanques peó · a1 blanques torre · d1 blanques dama · f1 blanques torre · g1 blanques rei | a8 negres torre · c8 negres alfil · d8 negres rei · f8 negres alfil · h8 negres torre · a7 negres peó · b7 negres peó · d7 negres cavall · e7 negres dama · g7 negres peó · c6 negres peó · e6 negres peó · f6 negres cavall · g6 blanques alfil · h6 negres peó · d4 blanques peó · f4 blanques alfil · f3 blanques cavall · a2 blanques peó · b2 blanques peó · c2 blanques peó · f2 blanques peó · g2 blanques peó · h2 blanques peó · a1 blanques torre · d1 blanques dama · f1 blanques torre · g1 blanques rei | a8 negres torre · c8 negres alfil · d8 negres rei · f8 negres alfil · h8 negres torre · a7 negres peó · b7 negres peó · d7 negres cavall · e7 negres dama · g7 negres peó · c6 negres peó · e6 negres peó · f6 negres cavall · g6 blanques alfil · h6 negres peó · d4 blanques peó · f4 blanques alfil · f3 blanques cavall · a2 blanques peó · b2 blanques peó · c2 blanques peó · f2 blanques peó · g2 blanques peó · h2 blanques peó · a1 blanques torre · d1 blanques dama · f1 blanques torre · g1 blanques rei | a8 negres torre · c8 negres alfil · d8 negres rei · f8 negres alfil · h8 negres torre · a7 negres peó · b7 negres peó · d7 negres cavall · e7 negres dama · g7 negres peó · c6 negres peó · e6 negres peó · f6 negres cavall · g6 blanques alfil · h6 negres peó · d4 blanques peó · f4 blanques alfil · f3 blanques cavall · a2 blanques peó · b2 blanques peó · c2 blanques peó · f2 blanques peó · g2 blanques peó · h2 blanques peó · a1 blanques torre · d1 blanques dama · f1 blanques torre · g1 blanques rei | a8 negres torre · c8 negres alfil · d8 negres rei · f8 negres alfil · h8 negres torre · a7 negres peó · b7 negres peó · d7 negres cavall · e7 negres dama · g7 negres peó · c6 negres peó · e6 negres peó · f6 negres cavall · g6 blanques alfil · h6 negres peó · d4 blanques peó · f4 blanques alfil · f3 blanques cavall · a2 blanques peó · b2 blanques peó · c2 blanques peó · f2 blanques peó · g2 blanques peó · h2 blanques peó · a1 blanques torre · d1 blanques dama · f1 blanques torre · g1 blanques rei | a8 negres torre · c8 negres alfil · d8 negres rei · f8 negres alfil · h8 negres torre · a7 negres peó · b7 negres peó · d7 negres cavall · e7 negres dama · g7 negres peó · c6 negres peó · e6 negres peó · f6 negres cavall · g6 blanques alfil · h6 negres peó · d4 blanques peó · f4 blanques alfil · f3 blanques cavall · a2 blanques peó · b2 blanques peó · c2 blanques peó · f2 blanques peó · g2 blanques peó · h2 blanques peó · a1 blanques torre · d1 blanques dama · f1 blanques torre · g1 blanques rei | a8 negres torre · c8 negres alfil · d8 negres rei · f8 negres alfil · h8 negres torre · a7 negres peó · b7 negres peó · d7 negres cavall · e7 negres dama · g7 negres peó · c6 negres peó · e6 negres peó · f6 negres cavall · g6 blanques alfil · h6 negres peó · d4 blanques peó · f4 blanques alfil · f3 blanques cavall · a2 blanques peó · b2 blanques peó · c2 blanques peó · f2 blanques peó · g2 blanques peó · h2 blanques peó · a1 blanques torre · d1 blanques dama · f1 blanques torre · g1 blanques rei | 8 |
| 7 | a8 negres torre · c8 negres alfil · d8 negres rei · f8 negres alfil · h8 negres torre · a7 negres peó · b7 negres peó · d7 negres cavall · e7 negres dama · g7 negres peó · c6 negres peó · e6 negres peó · f6 negres cavall · g6 blanques alfil · h6 negres peó · d4 blanques peó · f4 blanques alfil · f3 blanques cavall · a2 blanques peó · b2 blanques peó · c2 blanques peó · f2 blanques peó · g2 blanques peó · h2 blanques peó · a1 blanques torre · d1 blanques dama · f1 blanques torre · g1 blanques rei | a8 negres torre · c8 negres alfil · d8 negres rei · f8 negres alfil · h8 negres torre · a7 negres peó · b7 negres peó · d7 negres cavall · e7 negres dama · g7 negres peó · c6 negres peó · e6 negres peó · f6 negres cavall · g6 blanques alfil · h6 negres peó · d4 blanques peó · f4 blanques alfil · f3 blanques cavall · a2 blanques peó · b2 blanques peó · c2 blanques peó · f2 blanques peó · g2 blanques peó · h2 blanques peó · a1 blanques torre · d1 blanques dama · f1 blanques torre · g1 blanques rei | a8 negres torre · c8 negres alfil · d8 negres rei · f8 negres alfil · h8 negres torre · a7 negres peó · b7 negres peó · d7 negres cavall · e7 negres dama · g7 negres peó · c6 negres peó · e6 negres peó · f6 negres cavall · g6 blanques alfil · h6 negres peó · d4 blanques peó · f4 blanques alfil · f3 blanques cavall · a2 blanques peó · b2 blanques peó · c2 blanques peó · f2 blanques peó · g2 blanques peó · h2 blanques peó · a1 blanques torre · d1 blanques dama · f1 blanques torre · g1 blanques rei | a8 negres torre · c8 negres alfil · d8 negres rei · f8 negres alfil · h8 negres torre · a7 negres peó · b7 negres peó · d7 negres cavall · e7 negres dama · g7 negres peó · c6 negres peó · e6 negres peó · f6 negres cavall · g6 blanques alfil · h6 negres peó · d4 blanques peó · f4 blanques alfil · f3 blanques cavall · a2 blanques peó · b2 blanques peó · c2 blanques peó · f2 blanques peó · g2 blanques peó · h2 blanques peó · a1 blanques torre · d1 blanques dama · f1 blanques torre · g1 blanques rei | a8 negres torre · c8 negres alfil · d8 negres rei · f8 negres alfil · h8 negres torre · a7 negres peó · b7 negres peó · d7 negres cavall · e7 negres dama · g7 negres peó · c6 negres peó · e6 negres peó · f6 negres cavall · g6 blanques alfil · h6 negres peó · d4 blanques peó · f4 blanques alfil · f3 blanques cavall · a2 blanques peó · b2 blanques peó · c2 blanques peó · f2 blanques peó · g2 blanques peó · h2 blanques peó · a1 blanques torre · d1 blanques dama · f1 blanques torre · g1 blanques rei | a8 negres torre · c8 negres alfil · d8 negres rei · f8 negres alfil · h8 negres torre · a7 negres peó · b7 negres peó · d7 negres cavall · e7 negres dama · g7 negres peó · c6 negres peó · e6 negres peó · f6 negres cavall · g6 blanques alfil · h6 negres peó · d4 blanques peó · f4 blanques alfil · f3 blanques cavall · a2 blanques peó · b2 blanques peó · c2 blanques peó · f2 blanques peó · g2 blanques peó · h2 blanques peó · a1 blanques torre · d1 blanques dama · f1 blanques torre · g1 blanques rei | a8 negres torre · c8 negres alfil · d8 negres rei · f8 negres alfil · h8 negres torre · a7 negres peó · b7 negres peó · d7 negres cavall · e7 negres dama · g7 negres peó · c6 negres peó · e6 negres peó · f6 negres cavall · g6 blanques alfil · h6 negres peó · d4 blanques peó · f4 blanques alfil · f3 blanques cavall · a2 blanques peó · b2 blanques peó · c2 blanques peó · f2 blanques peó · g2 blanques peó · h2 blanques peó · a1 blanques torre · d1 blanques dama · f1 blanques torre · g1 blanques rei | a8 negres torre · c8 negres alfil · d8 negres rei · f8 negres alfil · h8 negres torre · a7 negres peó · b7 negres peó · d7 negres cavall · e7 negres dama · g7 negres peó · c6 negres peó · e6 negres peó · f6 negres cavall · g6 blanques alfil · h6 negres peó · d4 blanques peó · f4 blanques alfil · f3 blanques cavall · a2 blanques peó · b2 blanques peó · c2 blanques peó · f2 blanques peó · g2 blanques peó · h2 blanques peó · a1 blanques torre · d1 blanques dama · f1 blanques torre · g1 blanques rei | 7 |
| 6 | a8 negres torre · c8 negres alfil · d8 negres rei · f8 negres alfil · h8 negres torre · a7 negres peó · b7 negres peó · d7 negres cavall · e7 negres dama · g7 negres peó · c6 negres peó · e6 negres peó · f6 negres cavall · g6 blanques alfil · h6 negres peó · d4 blanques peó · f4 blanques alfil · f3 blanques cavall · a2 blanques peó · b2 blanques peó · c2 blanques peó · f2 blanques peó · g2 blanques peó · h2 blanques peó · a1 blanques torre · d1 blanques dama · f1 blanques torre · g1 blanques rei | a8 negres torre · c8 negres alfil · d8 negres rei · f8 negres alfil · h8 negres torre · a7 negres peó · b7 negres peó · d7 negres cavall · e7 negres dama · g7 negres peó · c6 negres peó · e6 negres peó · f6 negres cavall · g6 blanques alfil · h6 negres peó · d4 blanques peó · f4 blanques alfil · f3 blanques cavall · a2 blanques peó · b2 blanques peó · c2 blanques peó · f2 blanques peó · g2 blanques peó · h2 blanques peó · a1 blanques torre · d1 blanques dama · f1 blanques torre · g1 blanques rei | a8 negres torre · c8 negres alfil · d8 negres rei · f8 negres alfil · h8 negres torre · a7 negres peó · b7 negres peó · d7 negres cavall · e7 negres dama · g7 negres peó · c6 negres peó · e6 negres peó · f6 negres cavall · g6 blanques alfil · h6 negres peó · d4 blanques peó · f4 blanques alfil · f3 blanques cavall · a2 blanques peó · b2 blanques peó · c2 blanques peó · f2 blanques peó · g2 blanques peó · h2 blanques peó · a1 blanques torre · d1 blanques dama · f1 blanques torre · g1 blanques rei | a8 negres torre · c8 negres alfil · d8 negres rei · f8 negres alfil · h8 negres torre · a7 negres peó · b7 negres peó · d7 negres cavall · e7 negres dama · g7 negres peó · c6 negres peó · e6 negres peó · f6 negres cavall · g6 blanques alfil · h6 negres peó · d4 blanques peó · f4 blanques alfil · f3 blanques cavall · a2 blanques peó · b2 blanques peó · c2 blanques peó · f2 blanques peó · g2 blanques peó · h2 blanques peó · a1 blanques torre · d1 blanques dama · f1 blanques torre · g1 blanques rei | a8 negres torre · c8 negres alfil · d8 negres rei · f8 negres alfil · h8 negres torre · a7 negres peó · b7 negres peó · d7 negres cavall · e7 negres dama · g7 negres peó · c6 negres peó · e6 negres peó · f6 negres cavall · g6 blanques alfil · h6 negres peó · d4 blanques peó · f4 blanques alfil · f3 blanques cavall · a2 blanques peó · b2 blanques peó · c2 blanques peó · f2 blanques peó · g2 blanques peó · h2 blanques peó · a1 blanques torre · d1 blanques dama · f1 blanques torre · g1 blanques rei | a8 negres torre · c8 negres alfil · d8 negres rei · f8 negres alfil · h8 negres torre · a7 negres peó · b7 negres peó · d7 negres cavall · e7 negres dama · g7 negres peó · c6 negres peó · e6 negres peó · f6 negres cavall · g6 blanques alfil · h6 negres peó · d4 blanques peó · f4 blanques alfil · f3 blanques cavall · a2 blanques peó · b2 blanques peó · c2 blanques peó · f2 blanques peó · g2 blanques peó · h2 blanques peó · a1 blanques torre · d1 blanques dama · f1 blanques torre · g1 blanques rei | a8 negres torre · c8 negres alfil · d8 negres rei · f8 negres alfil · h8 negres torre · a7 negres peó · b7 negres peó · d7 negres cavall · e7 negres dama · g7 negres peó · c6 negres peó · e6 negres peó · f6 negres cavall · g6 blanques alfil · h6 negres peó · d4 blanques peó · f4 blanques alfil · f3 blanques cavall · a2 blanques peó · b2 blanques peó · c2 blanques peó · f2 blanques peó · g2 blanques peó · h2 blanques peó · a1 blanques torre · d1 blanques dama · f1 blanques torre · g1 blanques rei | a8 negres torre · c8 negres alfil · d8 negres rei · f8 negres alfil · h8 negres torre · a7 negres peó · b7 negres peó · d7 negres cavall · e7 negres dama · g7 negres peó · c6 negres peó · e6 negres peó · f6 negres cavall · g6 blanques alfil · h6 negres peó · d4 blanques peó · f4 blanques alfil · f3 blanques cavall · a2 blanques peó · b2 blanques peó · c2 blanques peó · f2 blanques peó · g2 blanques peó · h2 blanques peó · a1 blanques torre · d1 blanques dama · f1 blanques torre · g1 blanques rei | 6 |
| 5 | a8 negres torre · c8 negres alfil · d8 negres rei · f8 negres alfil · h8 negres torre · a7 negres peó · b7 negres peó · d7 negres cavall · e7 negres dama · g7 negres peó · c6 negres peó · e6 negres peó · f6 negres cavall · g6 blanques alfil · h6 negres peó · d4 blanques peó · f4 blanques alfil · f3 blanques cavall · a2 blanques peó · b2 blanques peó · c2 blanques peó · f2 blanques peó · g2 blanques peó · h2 blanques peó · a1 blanques torre · d1 blanques dama · f1 blanques torre · g1 blanques rei | a8 negres torre · c8 negres alfil · d8 negres rei · f8 negres alfil · h8 negres torre · a7 negres peó · b7 negres peó · d7 negres cavall · e7 negres dama · g7 negres peó · c6 negres peó · e6 negres peó · f6 negres cavall · g6 blanques alfil · h6 negres peó · d4 blanques peó · f4 blanques alfil · f3 blanques cavall · a2 blanques peó · b2 blanques peó · c2 blanques peó · f2 blanques peó · g2 blanques peó · h2 blanques peó · a1 blanques torre · d1 blanques dama · f1 blanques torre · g1 blanques rei | a8 negres torre · c8 negres alfil · d8 negres rei · f8 negres alfil · h8 negres torre · a7 negres peó · b7 negres peó · d7 negres cavall · e7 negres dama · g7 negres peó · c6 negres peó · e6 negres peó · f6 negres cavall · g6 blanques alfil · h6 negres peó · d4 blanques peó · f4 blanques alfil · f3 blanques cavall · a2 blanques peó · b2 blanques peó · c2 blanques peó · f2 blanques peó · g2 blanques peó · h2 blanques peó · a1 blanques torre · d1 blanques dama · f1 blanques torre · g1 blanques rei | a8 negres torre · c8 negres alfil · d8 negres rei · f8 negres alfil · h8 negres torre · a7 negres peó · b7 negres peó · d7 negres cavall · e7 negres dama · g7 negres peó · c6 negres peó · e6 negres peó · f6 negres cavall · g6 blanques alfil · h6 negres peó · d4 blanques peó · f4 blanques alfil · f3 blanques cavall · a2 blanques peó · b2 blanques peó · c2 blanques peó · f2 blanques peó · g2 blanques peó · h2 blanques peó · a1 blanques torre · d1 blanques dama · f1 blanques torre · g1 blanques rei | a8 negres torre · c8 negres alfil · d8 negres rei · f8 negres alfil · h8 negres torre · a7 negres peó · b7 negres peó · d7 negres cavall · e7 negres dama · g7 negres peó · c6 negres peó · e6 negres peó · f6 negres cavall · g6 blanques alfil · h6 negres peó · d4 blanques peó · f4 blanques alfil · f3 blanques cavall · a2 blanques peó · b2 blanques peó · c2 blanques peó · f2 blanques peó · g2 blanques peó · h2 blanques peó · a1 blanques torre · d1 blanques dama · f1 blanques torre · g1 blanques rei | a8 negres torre · c8 negres alfil · d8 negres rei · f8 negres alfil · h8 negres torre · a7 negres peó · b7 negres peó · d7 negres cavall · e7 negres dama · g7 negres peó · c6 negres peó · e6 negres peó · f6 negres cavall · g6 blanques alfil · h6 negres peó · d4 blanques peó · f4 blanques alfil · f3 blanques cavall · a2 blanques peó · b2 blanques peó · c2 blanques peó · f2 blanques peó · g2 blanques peó · h2 blanques peó · a1 blanques torre · d1 blanques dama · f1 blanques torre · g1 blanques rei | a8 negres torre · c8 negres alfil · d8 negres rei · f8 negres alfil · h8 negres torre · a7 negres peó · b7 negres peó · d7 negres cavall · e7 negres dama · g7 negres peó · c6 negres peó · e6 negres peó · f6 negres cavall · g6 blanques alfil · h6 negres peó · d4 blanques peó · f4 blanques alfil · f3 blanques cavall · a2 blanques peó · b2 blanques peó · c2 blanques peó · f2 blanques peó · g2 blanques peó · h2 blanques peó · a1 blanques torre · d1 blanques dama · f1 blanques torre · g1 blanques rei | a8 negres torre · c8 negres alfil · d8 negres rei · f8 negres alfil · h8 negres torre · a7 negres peó · b7 negres peó · d7 negres cavall · e7 negres dama · g7 negres peó · c6 negres peó · e6 negres peó · f6 negres cavall · g6 blanques alfil · h6 negres peó · d4 blanques peó · f4 blanques alfil · f3 blanques cavall · a2 blanques peó · b2 blanques peó · c2 blanques peó · f2 blanques peó · g2 blanques peó · h2 blanques peó · a1 blanques torre · d1 blanques dama · f1 blanques torre · g1 blanques rei | 5 |
| 4 | a8 negres torre · c8 negres alfil · d8 negres rei · f8 negres alfil · h8 negres torre · a7 negres peó · b7 negres peó · d7 negres cavall · e7 negres dama · g7 negres peó · c6 negres peó · e6 negres peó · f6 negres cavall · g6 blanques alfil · h6 negres peó · d4 blanques peó · f4 blanques alfil · f3 blanques cavall · a2 blanques peó · b2 blanques peó · c2 blanques peó · f2 blanques peó · g2 blanques peó · h2 blanques peó · a1 blanques torre · d1 blanques dama · f1 blanques torre · g1 blanques rei | a8 negres torre · c8 negres alfil · d8 negres rei · f8 negres alfil · h8 negres torre · a7 negres peó · b7 negres peó · d7 negres cavall · e7 negres dama · g7 negres peó · c6 negres peó · e6 negres peó · f6 negres cavall · g6 blanques alfil · h6 negres peó · d4 blanques peó · f4 blanques alfil · f3 blanques cavall · a2 blanques peó · b2 blanques peó · c2 blanques peó · f2 blanques peó · g2 blanques peó · h2 blanques peó · a1 blanques torre · d1 blanques dama · f1 blanques torre · g1 blanques rei | a8 negres torre · c8 negres alfil · d8 negres rei · f8 negres alfil · h8 negres torre · a7 negres peó · b7 negres peó · d7 negres cavall · e7 negres dama · g7 negres peó · c6 negres peó · e6 negres peó · f6 negres cavall · g6 blanques alfil · h6 negres peó · d4 blanques peó · f4 blanques alfil · f3 blanques cavall · a2 blanques peó · b2 blanques peó · c2 blanques peó · f2 blanques peó · g2 blanques peó · h2 blanques peó · a1 blanques torre · d1 blanques dama · f1 blanques torre · g1 blanques rei | a8 negres torre · c8 negres alfil · d8 negres rei · f8 negres alfil · h8 negres torre · a7 negres peó · b7 negres peó · d7 negres cavall · e7 negres dama · g7 negres peó · c6 negres peó · e6 negres peó · f6 negres cavall · g6 blanques alfil · h6 negres peó · d4 blanques peó · f4 blanques alfil · f3 blanques cavall · a2 blanques peó · b2 blanques peó · c2 blanques peó · f2 blanques peó · g2 blanques peó · h2 blanques peó · a1 blanques torre · d1 blanques dama · f1 blanques torre · g1 blanques rei | a8 negres torre · c8 negres alfil · d8 negres rei · f8 negres alfil · h8 negres torre · a7 negres peó · b7 negres peó · d7 negres cavall · e7 negres dama · g7 negres peó · c6 negres peó · e6 negres peó · f6 negres cavall · g6 blanques alfil · h6 negres peó · d4 blanques peó · f4 blanques alfil · f3 blanques cavall · a2 blanques peó · b2 blanques peó · c2 blanques peó · f2 blanques peó · g2 blanques peó · h2 blanques peó · a1 blanques torre · d1 blanques dama · f1 blanques torre · g1 blanques rei | a8 negres torre · c8 negres alfil · d8 negres rei · f8 negres alfil · h8 negres torre · a7 negres peó · b7 negres peó · d7 negres cavall · e7 negres dama · g7 negres peó · c6 negres peó · e6 negres peó · f6 negres cavall · g6 blanques alfil · h6 negres peó · d4 blanques peó · f4 blanques alfil · f3 blanques cavall · a2 blanques peó · b2 blanques peó · c2 blanques peó · f2 blanques peó · g2 blanques peó · h2 blanques peó · a1 blanques torre · d1 blanques dama · f1 blanques torre · g1 blanques rei | a8 negres torre · c8 negres alfil · d8 negres rei · f8 negres alfil · h8 negres torre · a7 negres peó · b7 negres peó · d7 negres cavall · e7 negres dama · g7 negres peó · c6 negres peó · e6 negres peó · f6 negres cavall · g6 blanques alfil · h6 negres peó · d4 blanques peó · f4 blanques alfil · f3 blanques cavall · a2 blanques peó · b2 blanques peó · c2 blanques peó · f2 blanques peó · g2 blanques peó · h2 blanques peó · a1 blanques torre · d1 blanques dama · f1 blanques torre · g1 blanques rei | a8 negres torre · c8 negres alfil · d8 negres rei · f8 negres alfil · h8 negres torre · a7 negres peó · b7 negres peó · d7 negres cavall · e7 negres dama · g7 negres peó · c6 negres peó · e6 negres peó · f6 negres cavall · g6 blanques alfil · h6 negres peó · d4 blanques peó · f4 blanques alfil · f3 blanques cavall · a2 blanques peó · b2 blanques peó · c2 blanques peó · f2 blanques peó · g2 blanques peó · h2 blanques peó · a1 blanques torre · d1 blanques dama · f1 blanques torre · g1 blanques rei | 4 |
| 3 | a8 negres torre · c8 negres alfil · d8 negres rei · f8 negres alfil · h8 negres torre · a7 negres peó · b7 negres peó · d7 negres cavall · e7 negres dama · g7 negres peó · c6 negres peó · e6 negres peó · f6 negres cavall · g6 blanques alfil · h6 negres peó · d4 blanques peó · f4 blanques alfil · f3 blanques cavall · a2 blanques peó · b2 blanques peó · c2 blanques peó · f2 blanques peó · g2 blanques peó · h2 blanques peó · a1 blanques torre · d1 blanques dama · f1 blanques torre · g1 blanques rei | a8 negres torre · c8 negres alfil · d8 negres rei · f8 negres alfil · h8 negres torre · a7 negres peó · b7 negres peó · d7 negres cavall · e7 negres dama · g7 negres peó · c6 negres peó · e6 negres peó · f6 negres cavall · g6 blanques alfil · h6 negres peó · d4 blanques peó · f4 blanques alfil · f3 blanques cavall · a2 blanques peó · b2 blanques peó · c2 blanques peó · f2 blanques peó · g2 blanques peó · h2 blanques peó · a1 blanques torre · d1 blanques dama · f1 blanques torre · g1 blanques rei | a8 negres torre · c8 negres alfil · d8 negres rei · f8 negres alfil · h8 negres torre · a7 negres peó · b7 negres peó · d7 negres cavall · e7 negres dama · g7 negres peó · c6 negres peó · e6 negres peó · f6 negres cavall · g6 blanques alfil · h6 negres peó · d4 blanques peó · f4 blanques alfil · f3 blanques cavall · a2 blanques peó · b2 blanques peó · c2 blanques peó · f2 blanques peó · g2 blanques peó · h2 blanques peó · a1 blanques torre · d1 blanques dama · f1 blanques torre · g1 blanques rei | a8 negres torre · c8 negres alfil · d8 negres rei · f8 negres alfil · h8 negres torre · a7 negres peó · b7 negres peó · d7 negres cavall · e7 negres dama · g7 negres peó · c6 negres peó · e6 negres peó · f6 negres cavall · g6 blanques alfil · h6 negres peó · d4 blanques peó · f4 blanques alfil · f3 blanques cavall · a2 blanques peó · b2 blanques peó · c2 blanques peó · f2 blanques peó · g2 blanques peó · h2 blanques peó · a1 blanques torre · d1 blanques dama · f1 blanques torre · g1 blanques rei | a8 negres torre · c8 negres alfil · d8 negres rei · f8 negres alfil · h8 negres torre · a7 negres peó · b7 negres peó · d7 negres cavall · e7 negres dama · g7 negres peó · c6 negres peó · e6 negres peó · f6 negres cavall · g6 blanques alfil · h6 negres peó · d4 blanques peó · f4 blanques alfil · f3 blanques cavall · a2 blanques peó · b2 blanques peó · c2 blanques peó · f2 blanques peó · g2 blanques peó · h2 blanques peó · a1 blanques torre · d1 blanques dama · f1 blanques torre · g1 blanques rei | a8 negres torre · c8 negres alfil · d8 negres rei · f8 negres alfil · h8 negres torre · a7 negres peó · b7 negres peó · d7 negres cavall · e7 negres dama · g7 negres peó · c6 negres peó · e6 negres peó · f6 negres cavall · g6 blanques alfil · h6 negres peó · d4 blanques peó · f4 blanques alfil · f3 blanques cavall · a2 blanques peó · b2 blanques peó · c2 blanques peó · f2 blanques peó · g2 blanques peó · h2 blanques peó · a1 blanques torre · d1 blanques dama · f1 blanques torre · g1 blanques rei | a8 negres torre · c8 negres alfil · d8 negres rei · f8 negres alfil · h8 negres torre · a7 negres peó · b7 negres peó · d7 negres cavall · e7 negres dama · g7 negres peó · c6 negres peó · e6 negres peó · f6 negres cavall · g6 blanques alfil · h6 negres peó · d4 blanques peó · f4 blanques alfil · f3 blanques cavall · a2 blanques peó · b2 blanques peó · c2 blanques peó · f2 blanques peó · g2 blanques peó · h2 blanques peó · a1 blanques torre · d1 blanques dama · f1 blanques torre · g1 blanques rei | a8 negres torre · c8 negres alfil · d8 negres rei · f8 negres alfil · h8 negres torre · a7 negres peó · b7 negres peó · d7 negres cavall · e7 negres dama · g7 negres peó · c6 negres peó · e6 negres peó · f6 negres cavall · g6 blanques alfil · h6 negres peó · d4 blanques peó · f4 blanques alfil · f3 blanques cavall · a2 blanques peó · b2 blanques peó · c2 blanques peó · f2 blanques peó · g2 blanques peó · h2 blanques peó · a1 blanques torre · d1 blanques dama · f1 blanques torre · g1 blanques rei | 3 |
| 2 | a8 negres torre · c8 negres alfil · d8 negres rei · f8 negres alfil · h8 negres torre · a7 negres peó · b7 negres peó · d7 negres cavall · e7 negres dama · g7 negres peó · c6 negres peó · e6 negres peó · f6 negres cavall · g6 blanques alfil · h6 negres peó · d4 blanques peó · f4 blanques alfil · f3 blanques cavall · a2 blanques peó · b2 blanques peó · c2 blanques peó · f2 blanques peó · g2 blanques peó · h2 blanques peó · a1 blanques torre · d1 blanques dama · f1 blanques torre · g1 blanques rei | a8 negres torre · c8 negres alfil · d8 negres rei · f8 negres alfil · h8 negres torre · a7 negres peó · b7 negres peó · d7 negres cavall · e7 negres dama · g7 negres peó · c6 negres peó · e6 negres peó · f6 negres cavall · g6 blanques alfil · h6 negres peó · d4 blanques peó · f4 blanques alfil · f3 blanques cavall · a2 blanques peó · b2 blanques peó · c2 blanques peó · f2 blanques peó · g2 blanques peó · h2 blanques peó · a1 blanques torre · d1 blanques dama · f1 blanques torre · g1 blanques rei | a8 negres torre · c8 negres alfil · d8 negres rei · f8 negres alfil · h8 negres torre · a7 negres peó · b7 negres peó · d7 negres cavall · e7 negres dama · g7 negres peó · c6 negres peó · e6 negres peó · f6 negres cavall · g6 blanques alfil · h6 negres peó · d4 blanques peó · f4 blanques alfil · f3 blanques cavall · a2 blanques peó · b2 blanques peó · c2 blanques peó · f2 blanques peó · g2 blanques peó · h2 blanques peó · a1 blanques torre · d1 blanques dama · f1 blanques torre · g1 blanques rei | a8 negres torre · c8 negres alfil · d8 negres rei · f8 negres alfil · h8 negres torre · a7 negres peó · b7 negres peó · d7 negres cavall · e7 negres dama · g7 negres peó · c6 negres peó · e6 negres peó · f6 negres cavall · g6 blanques alfil · h6 negres peó · d4 blanques peó · f4 blanques alfil · f3 blanques cavall · a2 blanques peó · b2 blanques peó · c2 blanques peó · f2 blanques peó · g2 blanques peó · h2 blanques peó · a1 blanques torre · d1 blanques dama · f1 blanques torre · g1 blanques rei | a8 negres torre · c8 negres alfil · d8 negres rei · f8 negres alfil · h8 negres torre · a7 negres peó · b7 negres peó · d7 negres cavall · e7 negres dama · g7 negres peó · c6 negres peó · e6 negres peó · f6 negres cavall · g6 blanques alfil · h6 negres peó · d4 blanques peó · f4 blanques alfil · f3 blanques cavall · a2 blanques peó · b2 blanques peó · c2 blanques peó · f2 blanques peó · g2 blanques peó · h2 blanques peó · a1 blanques torre · d1 blanques dama · f1 blanques torre · g1 blanques rei | a8 negres torre · c8 negres alfil · d8 negres rei · f8 negres alfil · h8 negres torre · a7 negres peó · b7 negres peó · d7 negres cavall · e7 negres dama · g7 negres peó · c6 negres peó · e6 negres peó · f6 negres cavall · g6 blanques alfil · h6 negres peó · d4 blanques peó · f4 blanques alfil · f3 blanques cavall · a2 blanques peó · b2 blanques peó · c2 blanques peó · f2 blanques peó · g2 blanques peó · h2 blanques peó · a1 blanques torre · d1 blanques dama · f1 blanques torre · g1 blanques rei | a8 negres torre · c8 negres alfil · d8 negres rei · f8 negres alfil · h8 negres torre · a7 negres peó · b7 negres peó · d7 negres cavall · e7 negres dama · g7 negres peó · c6 negres peó · e6 negres peó · f6 negres cavall · g6 blanques alfil · h6 negres peó · d4 blanques peó · f4 blanques alfil · f3 blanques cavall · a2 blanques peó · b2 blanques peó · c2 blanques peó · f2 blanques peó · g2 blanques peó · h2 blanques peó · a1 blanques torre · d1 blanques dama · f1 blanques torre · g1 blanques rei | a8 negres torre · c8 negres alfil · d8 negres rei · f8 negres alfil · h8 negres torre · a7 negres peó · b7 negres peó · d7 negres cavall · e7 negres dama · g7 negres peó · c6 negres peó · e6 negres peó · f6 negres cavall · g6 blanques alfil · h6 negres peó · d4 blanques peó · f4 blanques alfil · f3 blanques cavall · a2 blanques peó · b2 blanques peó · c2 blanques peó · f2 blanques peó · g2 blanques peó · h2 blanques peó · a1 blanques torre · d1 blanques dama · f1 blanques torre · g1 blanques rei | 2 |
| 1 | a8 negres torre · c8 negres alfil · d8 negres rei · f8 negres alfil · h8 negres torre · a7 negres peó · b7 negres peó · d7 negres cavall · e7 negres dama · g7 negres peó · c6 negres peó · e6 negres peó · f6 negres cavall · g6 blanques alfil · h6 negres peó · d4 blanques peó · f4 blanques alfil · f3 blanques cavall · a2 blanques peó · b2 blanques peó · c2 blanques peó · f2 blanques peó · g2 blanques peó · h2 blanques peó · a1 blanques torre · d1 blanques dama · f1 blanques torre · g1 blanques rei | a8 negres torre · c8 negres alfil · d8 negres rei · f8 negres alfil · h8 negres torre · a7 negres peó · b7 negres peó · d7 negres cavall · e7 negres dama · g7 negres peó · c6 negres peó · e6 negres peó · f6 negres cavall · g6 blanques alfil · h6 negres peó · d4 blanques peó · f4 blanques alfil · f3 blanques cavall · a2 blanques peó · b2 blanques peó · c2 blanques peó · f2 blanques peó · g2 blanques peó · h2 blanques peó · a1 blanques torre · d1 blanques dama · f1 blanques torre · g1 blanques rei | a8 negres torre · c8 negres alfil · d8 negres rei · f8 negres alfil · h8 negres torre · a7 negres peó · b7 negres peó · d7 negres cavall · e7 negres dama · g7 negres peó · c6 negres peó · e6 negres peó · f6 negres cavall · g6 blanques alfil · h6 negres peó · d4 blanques peó · f4 blanques alfil · f3 blanques cavall · a2 blanques peó · b2 blanques peó · c2 blanques peó · f2 blanques peó · g2 blanques peó · h2 blanques peó · a1 blanques torre · d1 blanques dama · f1 blanques torre · g1 blanques rei | a8 negres torre · c8 negres alfil · d8 negres rei · f8 negres alfil · h8 negres torre · a7 negres peó · b7 negres peó · d7 negres cavall · e7 negres dama · g7 negres peó · c6 negres peó · e6 negres peó · f6 negres cavall · g6 blanques alfil · h6 negres peó · d4 blanques peó · f4 blanques alfil · f3 blanques cavall · a2 blanques peó · b2 blanques peó · c2 blanques peó · f2 blanques peó · g2 blanques peó · h2 blanques peó · a1 blanques torre · d1 blanques dama · f1 blanques torre · g1 blanques rei | a8 negres torre · c8 negres alfil · d8 negres rei · f8 negres alfil · h8 negres torre · a7 negres peó · b7 negres peó · d7 negres cavall · e7 negres dama · g7 negres peó · c6 negres peó · e6 negres peó · f6 negres cavall · g6 blanques alfil · h6 negres peó · d4 blanques peó · f4 blanques alfil · f3 blanques cavall · a2 blanques peó · b2 blanques peó · c2 blanques peó · f2 blanques peó · g2 blanques peó · h2 blanques peó · a1 blanques torre · d1 blanques dama · f1 blanques torre · g1 blanques rei | a8 negres torre · c8 negres alfil · d8 negres rei · f8 negres alfil · h8 negres torre · a7 negres peó · b7 negres peó · d7 negres cavall · e7 negres dama · g7 negres peó · c6 negres peó · e6 negres peó · f6 negres cavall · g6 blanques alfil · h6 negres peó · d4 blanques peó · f4 blanques alfil · f3 blanques cavall · a2 blanques peó · b2 blanques peó · c2 blanques peó · f2 blanques peó · g2 blanques peó · h2 blanques peó · a1 blanques torre · d1 blanques dama · f1 blanques torre · g1 blanques rei | a8 negres torre · c8 negres alfil · d8 negres rei · f8 negres alfil · h8 negres torre · a7 negres peó · b7 negres peó · d7 negres cavall · e7 negres dama · g7 negres peó · c6 negres peó · e6 negres peó · f6 negres cavall · g6 blanques alfil · h6 negres peó · d4 blanques peó · f4 blanques alfil · f3 blanques cavall · a2 blanques peó · b2 blanques peó · c2 blanques peó · f2 blanques peó · g2 blanques peó · h2 blanques peó · a1 blanques torre · d1 blanques dama · f1 blanques torre · g1 blanques rei | a8 negres torre · c8 negres alfil · d8 negres rei · f8 negres alfil · h8 negres torre · a7 negres peó · b7 negres peó · d7 negres cavall · e7 negres dama · g7 negres peó · c6 negres peó · e6 negres peó · f6 negres cavall · g6 blanques alfil · h6 negres peó · d4 blanques peó · f4 blanques alfil · f3 blanques cavall · a2 blanques peó · b2 blanques peó · c2 blanques peó · f2 blanques peó · g2 blanques peó · h2 blanques peó · a1 blanques torre · d1 blanques dama · f1 blanques torre · g1 blanques rei | 1 |
|   | a | b | c | d | e | f | g | h |   |

9...fxe6 10.Ag6+ Rd8 11.Af4
Si l'alfil negre fos a d6 en lloc de f8, les blanques no podrien jugar així. Pel cavall sacrificat, les blanques disposen d'uns alfils que travessen la posició negra, i el negre, havent mogut el seu rei, no pot ja enrocar, té la dama bloquejant el seu propi alfil, i problemes per desenvolupar les peces i fer ús del seu cavall de més.
11...b5?
Aquesta fou la primera jugada nova de la partida, i a partir d'aquí Deep Blue va haver de pensar per si mateix. La idea de Kaspàrov és guanyar una mica d'espai al flanc de dama i evitar que les blanques facin c4. El moviment va ser de tota manera destacat com un error per Schwartzman, Seirawan, i Rajlich, ja que afebleix l'estructura de peons del flanc de dama i convida les blanques a obrir línies.
12.a4 Ab7 13.Te1 Cd5 14.Ag3 Rc8 15.axb5 cxb5 16.Dd3 Ac6 17.Af5
Les blanques estan castigant el peó negre d'e6 i pretenen envair la posició rival amb les torres. En Kaspàrov no pot mantenir el seu material extra, i desesperadament decideix de canviar la dama per torre i alfil.
17...exf5? 18.Txe7 ABxe7 19.c4 les negres abandonen
|   | a | b | c | d | e | f | g | h |   |
| 8 | a8 negres torre · c8 negres rei · h8 negres torre · a7 negres peó · d7 negres cavall · e7 negres alfil · g7 negres peó · c6 negres alfil · h6 negres peó · b5 negres peó · d5 negres cavall · f5 negres peó · c4 blanques peó · d4 blanques peó · d3 blanques dama · f3 blanques cavall · g3 blanques alfil · b2 blanques peó · f2 blanques peó · g2 blanques peó · h2 blanques peó · a1 blanques torre · g1 blanques rei | a8 negres torre · c8 negres rei · h8 negres torre · a7 negres peó · d7 negres cavall · e7 negres alfil · g7 negres peó · c6 negres alfil · h6 negres peó · b5 negres peó · d5 negres cavall · f5 negres peó · c4 blanques peó · d4 blanques peó · d3 blanques dama · f3 blanques cavall · g3 blanques alfil · b2 blanques peó · f2 blanques peó · g2 blanques peó · h2 blanques peó · a1 blanques torre · g1 blanques rei | a8 negres torre · c8 negres rei · h8 negres torre · a7 negres peó · d7 negres cavall · e7 negres alfil · g7 negres peó · c6 negres alfil · h6 negres peó · b5 negres peó · d5 negres cavall · f5 negres peó · c4 blanques peó · d4 blanques peó · d3 blanques dama · f3 blanques cavall · g3 blanques alfil · b2 blanques peó · f2 blanques peó · g2 blanques peó · h2 blanques peó · a1 blanques torre · g1 blanques rei | a8 negres torre · c8 negres rei · h8 negres torre · a7 negres peó · d7 negres cavall · e7 negres alfil · g7 negres peó · c6 negres alfil · h6 negres peó · b5 negres peó · d5 negres cavall · f5 negres peó · c4 blanques peó · d4 blanques peó · d3 blanques dama · f3 blanques cavall · g3 blanques alfil · b2 blanques peó · f2 blanques peó · g2 blanques peó · h2 blanques peó · a1 blanques torre · g1 blanques rei | a8 negres torre · c8 negres rei · h8 negres torre · a7 negres peó · d7 negres cavall · e7 negres alfil · g7 negres peó · c6 negres alfil · h6 negres peó · b5 negres peó · d5 negres cavall · f5 negres peó · c4 blanques peó · d4 blanques peó · d3 blanques dama · f3 blanques cavall · g3 blanques alfil · b2 blanques peó · f2 blanques peó · g2 blanques peó · h2 blanques peó · a1 blanques torre · g1 blanques rei | a8 negres torre · c8 negres rei · h8 negres torre · a7 negres peó · d7 negres cavall · e7 negres alfil · g7 negres peó · c6 negres alfil · h6 negres peó · b5 negres peó · d5 negres cavall · f5 negres peó · c4 blanques peó · d4 blanques peó · d3 blanques dama · f3 blanques cavall · g3 blanques alfil · b2 blanques peó · f2 blanques peó · g2 blanques peó · h2 blanques peó · a1 blanques torre · g1 blanques rei | a8 negres torre · c8 negres rei · h8 negres torre · a7 negres peó · d7 negres cavall · e7 negres alfil · g7 negres peó · c6 negres alfil · h6 negres peó · b5 negres peó · d5 negres cavall · f5 negres peó · c4 blanques peó · d4 blanques peó · d3 blanques dama · f3 blanques cavall · g3 blanques alfil · b2 blanques peó · f2 blanques peó · g2 blanques peó · h2 blanques peó · a1 blanques torre · g1 blanques rei | a8 negres torre · c8 negres rei · h8 negres torre · a7 negres peó · d7 negres cavall · e7 negres alfil · g7 negres peó · c6 negres alfil · h6 negres peó · b5 negres peó · d5 negres cavall · f5 negres peó · c4 blanques peó · d4 blanques peó · d3 blanques dama · f3 blanques cavall · g3 blanques alfil · b2 blanques peó · f2 blanques peó · g2 blanques peó · h2 blanques peó · a1 blanques torre · g1 blanques rei | 8 |
| 7 | a8 negres torre · c8 negres rei · h8 negres torre · a7 negres peó · d7 negres cavall · e7 negres alfil · g7 negres peó · c6 negres alfil · h6 negres peó · b5 negres peó · d5 negres cavall · f5 negres peó · c4 blanques peó · d4 blanques peó · d3 blanques dama · f3 blanques cavall · g3 blanques alfil · b2 blanques peó · f2 blanques peó · g2 blanques peó · h2 blanques peó · a1 blanques torre · g1 blanques rei | a8 negres torre · c8 negres rei · h8 negres torre · a7 negres peó · d7 negres cavall · e7 negres alfil · g7 negres peó · c6 negres alfil · h6 negres peó · b5 negres peó · d5 negres cavall · f5 negres peó · c4 blanques peó · d4 blanques peó · d3 blanques dama · f3 blanques cavall · g3 blanques alfil · b2 blanques peó · f2 blanques peó · g2 blanques peó · h2 blanques peó · a1 blanques torre · g1 blanques rei | a8 negres torre · c8 negres rei · h8 negres torre · a7 negres peó · d7 negres cavall · e7 negres alfil · g7 negres peó · c6 negres alfil · h6 negres peó · b5 negres peó · d5 negres cavall · f5 negres peó · c4 blanques peó · d4 blanques peó · d3 blanques dama · f3 blanques cavall · g3 blanques alfil · b2 blanques peó · f2 blanques peó · g2 blanques peó · h2 blanques peó · a1 blanques torre · g1 blanques rei | a8 negres torre · c8 negres rei · h8 negres torre · a7 negres peó · d7 negres cavall · e7 negres alfil · g7 negres peó · c6 negres alfil · h6 negres peó · b5 negres peó · d5 negres cavall · f5 negres peó · c4 blanques peó · d4 blanques peó · d3 blanques dama · f3 blanques cavall · g3 blanques alfil · b2 blanques peó · f2 blanques peó · g2 blanques peó · h2 blanques peó · a1 blanques torre · g1 blanques rei | a8 negres torre · c8 negres rei · h8 negres torre · a7 negres peó · d7 negres cavall · e7 negres alfil · g7 negres peó · c6 negres alfil · h6 negres peó · b5 negres peó · d5 negres cavall · f5 negres peó · c4 blanques peó · d4 blanques peó · d3 blanques dama · f3 blanques cavall · g3 blanques alfil · b2 blanques peó · f2 blanques peó · g2 blanques peó · h2 blanques peó · a1 blanques torre · g1 blanques rei | a8 negres torre · c8 negres rei · h8 negres torre · a7 negres peó · d7 negres cavall · e7 negres alfil · g7 negres peó · c6 negres alfil · h6 negres peó · b5 negres peó · d5 negres cavall · f5 negres peó · c4 blanques peó · d4 blanques peó · d3 blanques dama · f3 blanques cavall · g3 blanques alfil · b2 blanques peó · f2 blanques peó · g2 blanques peó · h2 blanques peó · a1 blanques torre · g1 blanques rei | a8 negres torre · c8 negres rei · h8 negres torre · a7 negres peó · d7 negres cavall · e7 negres alfil · g7 negres peó · c6 negres alfil · h6 negres peó · b5 negres peó · d5 negres cavall · f5 negres peó · c4 blanques peó · d4 blanques peó · d3 blanques dama · f3 blanques cavall · g3 blanques alfil · b2 blanques peó · f2 blanques peó · g2 blanques peó · h2 blanques peó · a1 blanques torre · g1 blanques rei | a8 negres torre · c8 negres rei · h8 negres torre · a7 negres peó · d7 negres cavall · e7 negres alfil · g7 negres peó · c6 negres alfil · h6 negres peó · b5 negres peó · d5 negres cavall · f5 negres peó · c4 blanques peó · d4 blanques peó · d3 blanques dama · f3 blanques cavall · g3 blanques alfil · b2 blanques peó · f2 blanques peó · g2 blanques peó · h2 blanques peó · a1 blanques torre · g1 blanques rei | 7 |
| 6 | a8 negres torre · c8 negres rei · h8 negres torre · a7 negres peó · d7 negres cavall · e7 negres alfil · g7 negres peó · c6 negres alfil · h6 negres peó · b5 negres peó · d5 negres cavall · f5 negres peó · c4 blanques peó · d4 blanques peó · d3 blanques dama · f3 blanques cavall · g3 blanques alfil · b2 blanques peó · f2 blanques peó · g2 blanques peó · h2 blanques peó · a1 blanques torre · g1 blanques rei | a8 negres torre · c8 negres rei · h8 negres torre · a7 negres peó · d7 negres cavall · e7 negres alfil · g7 negres peó · c6 negres alfil · h6 negres peó · b5 negres peó · d5 negres cavall · f5 negres peó · c4 blanques peó · d4 blanques peó · d3 blanques dama · f3 blanques cavall · g3 blanques alfil · b2 blanques peó · f2 blanques peó · g2 blanques peó · h2 blanques peó · a1 blanques torre · g1 blanques rei | a8 negres torre · c8 negres rei · h8 negres torre · a7 negres peó · d7 negres cavall · e7 negres alfil · g7 negres peó · c6 negres alfil · h6 negres peó · b5 negres peó · d5 negres cavall · f5 negres peó · c4 blanques peó · d4 blanques peó · d3 blanques dama · f3 blanques cavall · g3 blanques alfil · b2 blanques peó · f2 blanques peó · g2 blanques peó · h2 blanques peó · a1 blanques torre · g1 blanques rei | a8 negres torre · c8 negres rei · h8 negres torre · a7 negres peó · d7 negres cavall · e7 negres alfil · g7 negres peó · c6 negres alfil · h6 negres peó · b5 negres peó · d5 negres cavall · f5 negres peó · c4 blanques peó · d4 blanques peó · d3 blanques dama · f3 blanques cavall · g3 blanques alfil · b2 blanques peó · f2 blanques peó · g2 blanques peó · h2 blanques peó · a1 blanques torre · g1 blanques rei | a8 negres torre · c8 negres rei · h8 negres torre · a7 negres peó · d7 negres cavall · e7 negres alfil · g7 negres peó · c6 negres alfil · h6 negres peó · b5 negres peó · d5 negres cavall · f5 negres peó · c4 blanques peó · d4 blanques peó · d3 blanques dama · f3 blanques cavall · g3 blanques alfil · b2 blanques peó · f2 blanques peó · g2 blanques peó · h2 blanques peó · a1 blanques torre · g1 blanques rei | a8 negres torre · c8 negres rei · h8 negres torre · a7 negres peó · d7 negres cavall · e7 negres alfil · g7 negres peó · c6 negres alfil · h6 negres peó · b5 negres peó · d5 negres cavall · f5 negres peó · c4 blanques peó · d4 blanques peó · d3 blanques dama · f3 blanques cavall · g3 blanques alfil · b2 blanques peó · f2 blanques peó · g2 blanques peó · h2 blanques peó · a1 blanques torre · g1 blanques rei | a8 negres torre · c8 negres rei · h8 negres torre · a7 negres peó · d7 negres cavall · e7 negres alfil · g7 negres peó · c6 negres alfil · h6 negres peó · b5 negres peó · d5 negres cavall · f5 negres peó · c4 blanques peó · d4 blanques peó · d3 blanques dama · f3 blanques cavall · g3 blanques alfil · b2 blanques peó · f2 blanques peó · g2 blanques peó · h2 blanques peó · a1 blanques torre · g1 blanques rei | a8 negres torre · c8 negres rei · h8 negres torre · a7 negres peó · d7 negres cavall · e7 negres alfil · g7 negres peó · c6 negres alfil · h6 negres peó · b5 negres peó · d5 negres cavall · f5 negres peó · c4 blanques peó · d4 blanques peó · d3 blanques dama · f3 blanques cavall · g3 blanques alfil · b2 blanques peó · f2 blanques peó · g2 blanques peó · h2 blanques peó · a1 blanques torre · g1 blanques rei | 6 |
| 5 | a8 negres torre · c8 negres rei · h8 negres torre · a7 negres peó · d7 negres cavall · e7 negres alfil · g7 negres peó · c6 negres alfil · h6 negres peó · b5 negres peó · d5 negres cavall · f5 negres peó · c4 blanques peó · d4 blanques peó · d3 blanques dama · f3 blanques cavall · g3 blanques alfil · b2 blanques peó · f2 blanques peó · g2 blanques peó · h2 blanques peó · a1 blanques torre · g1 blanques rei | a8 negres torre · c8 negres rei · h8 negres torre · a7 negres peó · d7 negres cavall · e7 negres alfil · g7 negres peó · c6 negres alfil · h6 negres peó · b5 negres peó · d5 negres cavall · f5 negres peó · c4 blanques peó · d4 blanques peó · d3 blanques dama · f3 blanques cavall · g3 blanques alfil · b2 blanques peó · f2 blanques peó · g2 blanques peó · h2 blanques peó · a1 blanques torre · g1 blanques rei | a8 negres torre · c8 negres rei · h8 negres torre · a7 negres peó · d7 negres cavall · e7 negres alfil · g7 negres peó · c6 negres alfil · h6 negres peó · b5 negres peó · d5 negres cavall · f5 negres peó · c4 blanques peó · d4 blanques peó · d3 blanques dama · f3 blanques cavall · g3 blanques alfil · b2 blanques peó · f2 blanques peó · g2 blanques peó · h2 blanques peó · a1 blanques torre · g1 blanques rei | a8 negres torre · c8 negres rei · h8 negres torre · a7 negres peó · d7 negres cavall · e7 negres alfil · g7 negres peó · c6 negres alfil · h6 negres peó · b5 negres peó · d5 negres cavall · f5 negres peó · c4 blanques peó · d4 blanques peó · d3 blanques dama · f3 blanques cavall · g3 blanques alfil · b2 blanques peó · f2 blanques peó · g2 blanques peó · h2 blanques peó · a1 blanques torre · g1 blanques rei | a8 negres torre · c8 negres rei · h8 negres torre · a7 negres peó · d7 negres cavall · e7 negres alfil · g7 negres peó · c6 negres alfil · h6 negres peó · b5 negres peó · d5 negres cavall · f5 negres peó · c4 blanques peó · d4 blanques peó · d3 blanques dama · f3 blanques cavall · g3 blanques alfil · b2 blanques peó · f2 blanques peó · g2 blanques peó · h2 blanques peó · a1 blanques torre · g1 blanques rei | a8 negres torre · c8 negres rei · h8 negres torre · a7 negres peó · d7 negres cavall · e7 negres alfil · g7 negres peó · c6 negres alfil · h6 negres peó · b5 negres peó · d5 negres cavall · f5 negres peó · c4 blanques peó · d4 blanques peó · d3 blanques dama · f3 blanques cavall · g3 blanques alfil · b2 blanques peó · f2 blanques peó · g2 blanques peó · h2 blanques peó · a1 blanques torre · g1 blanques rei | a8 negres torre · c8 negres rei · h8 negres torre · a7 negres peó · d7 negres cavall · e7 negres alfil · g7 negres peó · c6 negres alfil · h6 negres peó · b5 negres peó · d5 negres cavall · f5 negres peó · c4 blanques peó · d4 blanques peó · d3 blanques dama · f3 blanques cavall · g3 blanques alfil · b2 blanques peó · f2 blanques peó · g2 blanques peó · h2 blanques peó · a1 blanques torre · g1 blanques rei | a8 negres torre · c8 negres rei · h8 negres torre · a7 negres peó · d7 negres cavall · e7 negres alfil · g7 negres peó · c6 negres alfil · h6 negres peó · b5 negres peó · d5 negres cavall · f5 negres peó · c4 blanques peó · d4 blanques peó · d3 blanques dama · f3 blanques cavall · g3 blanques alfil · b2 blanques peó · f2 blanques peó · g2 blanques peó · h2 blanques peó · a1 blanques torre · g1 blanques rei | 5 |
| 4 | a8 negres torre · c8 negres rei · h8 negres torre · a7 negres peó · d7 negres cavall · e7 negres alfil · g7 negres peó · c6 negres alfil · h6 negres peó · b5 negres peó · d5 negres cavall · f5 negres peó · c4 blanques peó · d4 blanques peó · d3 blanques dama · f3 blanques cavall · g3 blanques alfil · b2 blanques peó · f2 blanques peó · g2 blanques peó · h2 blanques peó · a1 blanques torre · g1 blanques rei | a8 negres torre · c8 negres rei · h8 negres torre · a7 negres peó · d7 negres cavall · e7 negres alfil · g7 negres peó · c6 negres alfil · h6 negres peó · b5 negres peó · d5 negres cavall · f5 negres peó · c4 blanques peó · d4 blanques peó · d3 blanques dama · f3 blanques cavall · g3 blanques alfil · b2 blanques peó · f2 blanques peó · g2 blanques peó · h2 blanques peó · a1 blanques torre · g1 blanques rei | a8 negres torre · c8 negres rei · h8 negres torre · a7 negres peó · d7 negres cavall · e7 negres alfil · g7 negres peó · c6 negres alfil · h6 negres peó · b5 negres peó · d5 negres cavall · f5 negres peó · c4 blanques peó · d4 blanques peó · d3 blanques dama · f3 blanques cavall · g3 blanques alfil · b2 blanques peó · f2 blanques peó · g2 blanques peó · h2 blanques peó · a1 blanques torre · g1 blanques rei | a8 negres torre · c8 negres rei · h8 negres torre · a7 negres peó · d7 negres cavall · e7 negres alfil · g7 negres peó · c6 negres alfil · h6 negres peó · b5 negres peó · d5 negres cavall · f5 negres peó · c4 blanques peó · d4 blanques peó · d3 blanques dama · f3 blanques cavall · g3 blanques alfil · b2 blanques peó · f2 blanques peó · g2 blanques peó · h2 blanques peó · a1 blanques torre · g1 blanques rei | a8 negres torre · c8 negres rei · h8 negres torre · a7 negres peó · d7 negres cavall · e7 negres alfil · g7 negres peó · c6 negres alfil · h6 negres peó · b5 negres peó · d5 negres cavall · f5 negres peó · c4 blanques peó · d4 blanques peó · d3 blanques dama · f3 blanques cavall · g3 blanques alfil · b2 blanques peó · f2 blanques peó · g2 blanques peó · h2 blanques peó · a1 blanques torre · g1 blanques rei | a8 negres torre · c8 negres rei · h8 negres torre · a7 negres peó · d7 negres cavall · e7 negres alfil · g7 negres peó · c6 negres alfil · h6 negres peó · b5 negres peó · d5 negres cavall · f5 negres peó · c4 blanques peó · d4 blanques peó · d3 blanques dama · f3 blanques cavall · g3 blanques alfil · b2 blanques peó · f2 blanques peó · g2 blanques peó · h2 blanques peó · a1 blanques torre · g1 blanques rei | a8 negres torre · c8 negres rei · h8 negres torre · a7 negres peó · d7 negres cavall · e7 negres alfil · g7 negres peó · c6 negres alfil · h6 negres peó · b5 negres peó · d5 negres cavall · f5 negres peó · c4 blanques peó · d4 blanques peó · d3 blanques dama · f3 blanques cavall · g3 blanques alfil · b2 blanques peó · f2 blanques peó · g2 blanques peó · h2 blanques peó · a1 blanques torre · g1 blanques rei | a8 negres torre · c8 negres rei · h8 negres torre · a7 negres peó · d7 negres cavall · e7 negres alfil · g7 negres peó · c6 negres alfil · h6 negres peó · b5 negres peó · d5 negres cavall · f5 negres peó · c4 blanques peó · d4 blanques peó · d3 blanques dama · f3 blanques cavall · g3 blanques alfil · b2 blanques peó · f2 blanques peó · g2 blanques peó · h2 blanques peó · a1 blanques torre · g1 blanques rei | 4 |
| 3 | a8 negres torre · c8 negres rei · h8 negres torre · a7 negres peó · d7 negres cavall · e7 negres alfil · g7 negres peó · c6 negres alfil · h6 negres peó · b5 negres peó · d5 negres cavall · f5 negres peó · c4 blanques peó · d4 blanques peó · d3 blanques dama · f3 blanques cavall · g3 blanques alfil · b2 blanques peó · f2 blanques peó · g2 blanques peó · h2 blanques peó · a1 blanques torre · g1 blanques rei | a8 negres torre · c8 negres rei · h8 negres torre · a7 negres peó · d7 negres cavall · e7 negres alfil · g7 negres peó · c6 negres alfil · h6 negres peó · b5 negres peó · d5 negres cavall · f5 negres peó · c4 blanques peó · d4 blanques peó · d3 blanques dama · f3 blanques cavall · g3 blanques alfil · b2 blanques peó · f2 blanques peó · g2 blanques peó · h2 blanques peó · a1 blanques torre · g1 blanques rei | a8 negres torre · c8 negres rei · h8 negres torre · a7 negres peó · d7 negres cavall · e7 negres alfil · g7 negres peó · c6 negres alfil · h6 negres peó · b5 negres peó · d5 negres cavall · f5 negres peó · c4 blanques peó · d4 blanques peó · d3 blanques dama · f3 blanques cavall · g3 blanques alfil · b2 blanques peó · f2 blanques peó · g2 blanques peó · h2 blanques peó · a1 blanques torre · g1 blanques rei | a8 negres torre · c8 negres rei · h8 negres torre · a7 negres peó · d7 negres cavall · e7 negres alfil · g7 negres peó · c6 negres alfil · h6 negres peó · b5 negres peó · d5 negres cavall · f5 negres peó · c4 blanques peó · d4 blanques peó · d3 blanques dama · f3 blanques cavall · g3 blanques alfil · b2 blanques peó · f2 blanques peó · g2 blanques peó · h2 blanques peó · a1 blanques torre · g1 blanques rei | a8 negres torre · c8 negres rei · h8 negres torre · a7 negres peó · d7 negres cavall · e7 negres alfil · g7 negres peó · c6 negres alfil · h6 negres peó · b5 negres peó · d5 negres cavall · f5 negres peó · c4 blanques peó · d4 blanques peó · d3 blanques dama · f3 blanques cavall · g3 blanques alfil · b2 blanques peó · f2 blanques peó · g2 blanques peó · h2 blanques peó · a1 blanques torre · g1 blanques rei | a8 negres torre · c8 negres rei · h8 negres torre · a7 negres peó · d7 negres cavall · e7 negres alfil · g7 negres peó · c6 negres alfil · h6 negres peó · b5 negres peó · d5 negres cavall · f5 negres peó · c4 blanques peó · d4 blanques peó · d3 blanques dama · f3 blanques cavall · g3 blanques alfil · b2 blanques peó · f2 blanques peó · g2 blanques peó · h2 blanques peó · a1 blanques torre · g1 blanques rei | a8 negres torre · c8 negres rei · h8 negres torre · a7 negres peó · d7 negres cavall · e7 negres alfil · g7 negres peó · c6 negres alfil · h6 negres peó · b5 negres peó · d5 negres cavall · f5 negres peó · c4 blanques peó · d4 blanques peó · d3 blanques dama · f3 blanques cavall · g3 blanques alfil · b2 blanques peó · f2 blanques peó · g2 blanques peó · h2 blanques peó · a1 blanques torre · g1 blanques rei | a8 negres torre · c8 negres rei · h8 negres torre · a7 negres peó · d7 negres cavall · e7 negres alfil · g7 negres peó · c6 negres alfil · h6 negres peó · b5 negres peó · d5 negres cavall · f5 negres peó · c4 blanques peó · d4 blanques peó · d3 blanques dama · f3 blanques cavall · g3 blanques alfil · b2 blanques peó · f2 blanques peó · g2 blanques peó · h2 blanques peó · a1 blanques torre · g1 blanques rei | 3 |
| 2 | a8 negres torre · c8 negres rei · h8 negres torre · a7 negres peó · d7 negres cavall · e7 negres alfil · g7 negres peó · c6 negres alfil · h6 negres peó · b5 negres peó · d5 negres cavall · f5 negres peó · c4 blanques peó · d4 blanques peó · d3 blanques dama · f3 blanques cavall · g3 blanques alfil · b2 blanques peó · f2 blanques peó · g2 blanques peó · h2 blanques peó · a1 blanques torre · g1 blanques rei | a8 negres torre · c8 negres rei · h8 negres torre · a7 negres peó · d7 negres cavall · e7 negres alfil · g7 negres peó · c6 negres alfil · h6 negres peó · b5 negres peó · d5 negres cavall · f5 negres peó · c4 blanques peó · d4 blanques peó · d3 blanques dama · f3 blanques cavall · g3 blanques alfil · b2 blanques peó · f2 blanques peó · g2 blanques peó · h2 blanques peó · a1 blanques torre · g1 blanques rei | a8 negres torre · c8 negres rei · h8 negres torre · a7 negres peó · d7 negres cavall · e7 negres alfil · g7 negres peó · c6 negres alfil · h6 negres peó · b5 negres peó · d5 negres cavall · f5 negres peó · c4 blanques peó · d4 blanques peó · d3 blanques dama · f3 blanques cavall · g3 blanques alfil · b2 blanques peó · f2 blanques peó · g2 blanques peó · h2 blanques peó · a1 blanques torre · g1 blanques rei | a8 negres torre · c8 negres rei · h8 negres torre · a7 negres peó · d7 negres cavall · e7 negres alfil · g7 negres peó · c6 negres alfil · h6 negres peó · b5 negres peó · d5 negres cavall · f5 negres peó · c4 blanques peó · d4 blanques peó · d3 blanques dama · f3 blanques cavall · g3 blanques alfil · b2 blanques peó · f2 blanques peó · g2 blanques peó · h2 blanques peó · a1 blanques torre · g1 blanques rei | a8 negres torre · c8 negres rei · h8 negres torre · a7 negres peó · d7 negres cavall · e7 negres alfil · g7 negres peó · c6 negres alfil · h6 negres peó · b5 negres peó · d5 negres cavall · f5 negres peó · c4 blanques peó · d4 blanques peó · d3 blanques dama · f3 blanques cavall · g3 blanques alfil · b2 blanques peó · f2 blanques peó · g2 blanques peó · h2 blanques peó · a1 blanques torre · g1 blanques rei | a8 negres torre · c8 negres rei · h8 negres torre · a7 negres peó · d7 negres cavall · e7 negres alfil · g7 negres peó · c6 negres alfil · h6 negres peó · b5 negres peó · d5 negres cavall · f5 negres peó · c4 blanques peó · d4 blanques peó · d3 blanques dama · f3 blanques cavall · g3 blanques alfil · b2 blanques peó · f2 blanques peó · g2 blanques peó · h2 blanques peó · a1 blanques torre · g1 blanques rei | a8 negres torre · c8 negres rei · h8 negres torre · a7 negres peó · d7 negres cavall · e7 negres alfil · g7 negres peó · c6 negres alfil · h6 negres peó · b5 negres peó · d5 negres cavall · f5 negres peó · c4 blanques peó · d4 blanques peó · d3 blanques dama · f3 blanques cavall · g3 blanques alfil · b2 blanques peó · f2 blanques peó · g2 blanques peó · h2 blanques peó · a1 blanques torre · g1 blanques rei | a8 negres torre · c8 negres rei · h8 negres torre · a7 negres peó · d7 negres cavall · e7 negres alfil · g7 negres peó · c6 negres alfil · h6 negres peó · b5 negres peó · d5 negres cavall · f5 negres peó · c4 blanques peó · d4 blanques peó · d3 blanques dama · f3 blanques cavall · g3 blanques alfil · b2 blanques peó · f2 blanques peó · g2 blanques peó · h2 blanques peó · a1 blanques torre · g1 blanques rei | 2 |
| 1 | a8 negres torre · c8 negres rei · h8 negres torre · a7 negres peó · d7 negres cavall · e7 negres alfil · g7 negres peó · c6 negres alfil · h6 negres peó · b5 negres peó · d5 negres cavall · f5 negres peó · c4 blanques peó · d4 blanques peó · d3 blanques dama · f3 blanques cavall · g3 blanques alfil · b2 blanques peó · f2 blanques peó · g2 blanques peó · h2 blanques peó · a1 blanques torre · g1 blanques rei | a8 negres torre · c8 negres rei · h8 negres torre · a7 negres peó · d7 negres cavall · e7 negres alfil · g7 negres peó · c6 negres alfil · h6 negres peó · b5 negres peó · d5 negres cavall · f5 negres peó · c4 blanques peó · d4 blanques peó · d3 blanques dama · f3 blanques cavall · g3 blanques alfil · b2 blanques peó · f2 blanques peó · g2 blanques peó · h2 blanques peó · a1 blanques torre · g1 blanques rei | a8 negres torre · c8 negres rei · h8 negres torre · a7 negres peó · d7 negres cavall · e7 negres alfil · g7 negres peó · c6 negres alfil · h6 negres peó · b5 negres peó · d5 negres cavall · f5 negres peó · c4 blanques peó · d4 blanques peó · d3 blanques dama · f3 blanques cavall · g3 blanques alfil · b2 blanques peó · f2 blanques peó · g2 blanques peó · h2 blanques peó · a1 blanques torre · g1 blanques rei | a8 negres torre · c8 negres rei · h8 negres torre · a7 negres peó · d7 negres cavall · e7 negres alfil · g7 negres peó · c6 negres alfil · h6 negres peó · b5 negres peó · d5 negres cavall · f5 negres peó · c4 blanques peó · d4 blanques peó · d3 blanques dama · f3 blanques cavall · g3 blanques alfil · b2 blanques peó · f2 blanques peó · g2 blanques peó · h2 blanques peó · a1 blanques torre · g1 blanques rei | a8 negres torre · c8 negres rei · h8 negres torre · a7 negres peó · d7 negres cavall · e7 negres alfil · g7 negres peó · c6 negres alfil · h6 negres peó · b5 negres peó · d5 negres cavall · f5 negres peó · c4 blanques peó · d4 blanques peó · d3 blanques dama · f3 blanques cavall · g3 blanques alfil · b2 blanques peó · f2 blanques peó · g2 blanques peó · h2 blanques peó · a1 blanques torre · g1 blanques rei | a8 negres torre · c8 negres rei · h8 negres torre · a7 negres peó · d7 negres cavall · e7 negres alfil · g7 negres peó · c6 negres alfil · h6 negres peó · b5 negres peó · d5 negres cavall · f5 negres peó · c4 blanques peó · d4 blanques peó · d3 blanques dama · f3 blanques cavall · g3 blanques alfil · b2 blanques peó · f2 blanques peó · g2 blanques peó · h2 blanques peó · a1 blanques torre · g1 blanques rei | a8 negres torre · c8 negres rei · h8 negres torre · a7 negres peó · d7 negres cavall · e7 negres alfil · g7 negres peó · c6 negres alfil · h6 negres peó · b5 negres peó · d5 negres cavall · f5 negres peó · c4 blanques peó · d4 blanques peó · d3 blanques dama · f3 blanques cavall · g3 blanques alfil · b2 blanques peó · f2 blanques peó · g2 blanques peó · h2 blanques peó · a1 blanques torre · g1 blanques rei | a8 negres torre · c8 negres rei · h8 negres torre · a7 negres peó · d7 negres cavall · e7 negres alfil · g7 negres peó · c6 negres alfil · h6 negres peó · b5 negres peó · d5 negres cavall · f5 negres peó · c4 blanques peó · d4 blanques peó · d3 blanques dama · f3 blanques cavall · g3 blanques alfil · b2 blanques peó · f2 blanques peó · g2 blanques peó · h2 blanques peó · a1 blanques torre · g1 blanques rei | 1 |
|   | a | b | c | d | e | f | g | h |   |

Les negres es rendeixen perquè la dama blanca aviat entra a la posició rival des de c4 o f5, i un cop facin Te1, tot haurà acabat. Una línia senzilla podria seguir: 19...bxc4 20.Dxc4 Cb4 (20...Rb7 21.Da6 mat!) 21.Te1 Rd8 22.Txe7 Rxe7 23.Dxb4+. Aquesta fou la derrota més curta en tota la carrera de Kaspàrov.
Després de la partida en Kaspàrov estava de molt mal humor, i va acusar l'equip de Deep Blue de fer trampes, (per exemple, tenint un equip de mestres humans per ajudar la computadora). Tot i que en Kaspàrov volia un matx de revenja, IBM va declinar l'oferta, i va finalitzar el seu programa amb Deep Blue.